# 牟田口廉也
牟田口 廉也（むたぐち れんや、1888年（明治21年）10月7日 - 1966年（昭和41年）8月2日）は、日本の陸軍軍人。陸士22期・陸大29期。最終階級は陸軍中将。盧溝橋事件や、太平洋戦争開戦時のマレー作戦や同戦争中のインパール作戦において部隊を指揮した。

## 生涯

### 軍人官僚として

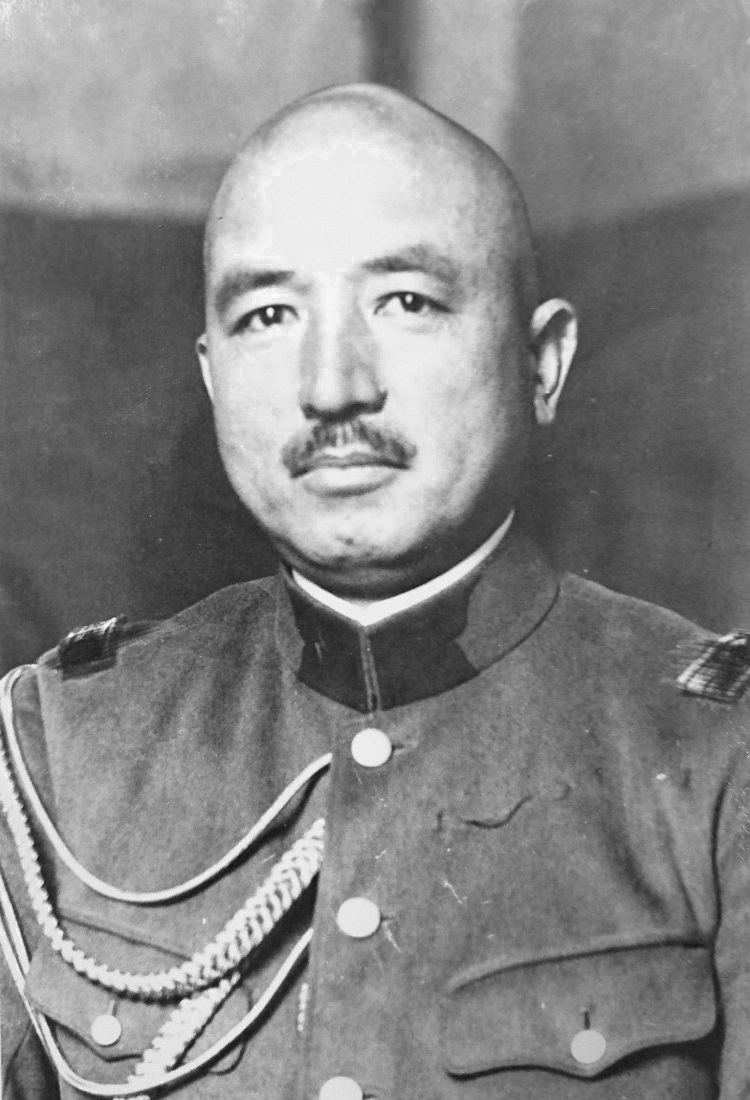
参謀本部に勤務する佐官時代の牟田口廉也

佐賀市（現）で三人兄弟の次男として出生。生家の福地家は鍋島藩の士族として古い家柄で、実父の福地信敬も官吏として公務に就いており、下関条約で日本領となった台湾で裁判所書記官を務め、のちに判事に任用された。しかし、家庭環境には恵まれておらず、廉也は後年になって、実父のことをほとんど語ることはなく「兄と私は孤児同様にして育った」と振り返っている。
廉也の実母の生家は、福地家の遠縁にあたる同じ佐賀藩士族の牟田口家であったが、後継ぎがなかったことから、早くから廉也は牟田口家を継ぐことが両家の間で決められており、小学校3年の時に、牟田口衛常の養嗣子となった。福地家は、長男が早逝したため、三男の福地英男が継いだが、英男は海軍機関学校（24期・首席）を卒業して海軍機関科将校となり、1945年（昭和20年）の広島市への原爆投下により戦死、海軍中将。
県下の秀才が集まる佐賀中学（現：佐賀県立佐賀西高等学校）に入学した牟田口は、約200人の生徒の中で10番ぐらいと成績優秀であったが、書道と体育が苦手であった。佐賀中学2年生の時に熊本陸軍地方幼年学校に入校し、陸軍中央幼年学校（後の陸軍予科士官学校）に進んだ。幼年学校出身の軍人の中には、花谷正中将のようにエリート意識を振りかざして中学校出身の軍人を見下す者もいたが、牟田口は幼年学校出身の軍人について「世の風波にもまれる機会に乏しく人間学の修養において欠けるところがあった」と冷静に自己評価している。
その後、陸軍士官学校（22期）に進み、1910年（明治43年）に卒業した。同期であった村上啓作と親しく、その真面目な勉強ぶりを見て牟田口は敬服し、将来を嘱望していた。村上は牟田口の見立て通り、陸軍士官学校と陸軍大学校を優等で卒業したが、終戦後にシベリア抑留され病死している。卒業前の習志野演習場での野営訓練では、当時の教育総監であった大島久直大将から直々に指導を受けて、その日露戦争での実戦経験に基づく的確な指導や威厳のある風貌に牟田口は感激している。
陸軍士官学校卒業後は、歩兵第13連隊での隊付士官候補生として勤務し、その後少尉任官。1914年から1917年にかけて陸軍大学校（29期）在学。難関の陸軍大学校へ中尉になってすぐに合格入校しており、荒川憲一は「下級将校時代はいわゆる優等生であったことは間違いない」と評しているが、成績は全57人の卒業生のなかで25位と平凡なものであった。そのため、陸大卒業後は参謀本部でも花形の作戦部（第1部）ではなく裏方の運輸部船舶班に配属された。以降は累計18年間に渡って参謀本部や陸軍省といった陸軍中央で勤務することとなり、典型的軍人官僚としてキャリアを積んでいく。大田嘉弘によれば、若いころに陸軍省勤務であった経験が人事を軽く見る後の行動につながったという。
陸大在学中の1916年には、福地家・牟田口家と同じく佐賀県士族である末永家（東京で酒類販売会社を経営して成功していた）の娘と結婚した。牟田口の妻は、東京府立第三高等女学校（現：東京都立駒場高等学校。才媛の集まる学校として知られていた）を卒業していた。牟田口夫妻は2人の男子に恵まれた。長男は陸軍将校を目指すのを止めて東京大学法学部に進んだが、これは、牟田口の妻が、長男が陸軍将校になるのに反対したためであり、牟田口は妻と長男の判断に一切口を挟まなかった。
1919年（大正8年）にはシベリア出兵に伴う調査のためにカムチャツカ半島への潜入を命じられ、借用した背広を着用してペトロパブロフスクでスパイ活動を行っている。1920年（大正9年）に大尉に昇進したとき、尼港事件が発生、事件当時ニコラエフスクに駐留していた日本陸軍は、石川正雅少佐以下、水戸歩兵第2連隊第3大隊のおよそ300名にしか過ぎず、参謀本部は非常時に備えて津野一輔少将を指揮官とする北部沿海州派遣隊の現地への派遣を決定し、牟田口も参謀の1人として派遣されることとなった。このときに牟田口は運輸部船舶班勤務ながら、派遣計画作成をほぼ一任されて、現地における部隊編成、上陸要領、艦船配備、戦闘計画まで細かに作成したが、この経験が後の牟田口のキャリアに役に立つこととなった。ニコラエフスクに到達するためには、アムール川河口に構築されたチニーラフ要塞を突破する必要があったが、要塞は約4ｍの擁壁に囲まれており、牟田口は要塞を前にしての敵前上陸を覚悟していた。
北部沿海州派遣隊は、陸軍輸送船「中華丸」（排水量2,000トン）を旗艦とした6～7隻の船団に分乗し、1920年（大正9年）5月末に小樽港を出港、6月3日にチニーラフ要塞に到達し、赤軍パルチザンとの戦闘を覚悟したが、要塞はもぬけの殻で無事に通過できた。その後も戦闘することなくニコラエフスクまで到達したが、既に日本軍守備隊は全滅して住民は虐殺されたあとだった。牟田口らはしばらく事件の調査のため現地に残り夏に帰国したが、危険な任務を完遂したと高く評価されて、平凡であった軍人官僚からこの後はエリート軍人として昇進を重ねていくこととなる。
1926年（大正15年）少佐に昇進した牟田口は、近衛歩兵第4連隊第1大隊長として初めての指揮官に任じられた。牟田口は佐賀県出身で初めて陸軍大将となった宇都宮太郎大将や、軍神として尊崇されていた橘周太中佐を尊敬していたが、両者も近衛第4連隊での指揮官経験があり、牟田口にとって大変励みになった。初の指揮官経験はわずか1年未満で、 1927年（昭和2年）5月、陸軍省軍務局軍務課に栄転となったが、軍務課は陸軍予算編成を担当する部署であり作戦課と並んで花形の部署と言われており、軍刀組ですらない平凡な成績の牟田口としては異例な出世を続けることとなった。
牟田口はその後もフランス外遊や参謀本部勤務など順調なキャリアを積んだが、陸軍内の派閥に積極的に参加することによって軍人生活が劇的に変わっていくこととなる。牟田口が最初に参加した派閥は、天皇親政や満蒙問題の解決を旗印に、武力行使も辞さず国家改造を主張していた「桜会」であった。牟田口は、参謀本部の橋本欣五郎中佐、陸軍省の坂田義朗中佐、東京警備司令部の樋口季一郎中佐ら発起人には名を連ねていなかったが、グループの中での階級は最上級であり中心人物の一人ではあった。「桜会」はその後、理想を実現するため1931年（昭和6年）3月の三月事件と同年10月の十月事件を計画したが、事前に計画が露呈して解散を余儀なくされた。このときの「桜会」は両事件を思想家大川周明と主導した一部の過激派を除いては、牟田口の様に順調に昇進していたエリートも多かったことから、穏便な会合を重ねるぐらいの活動しかしておらず、「桜会」過激派やこの後の二・二六事件を主導する少壮将校からは「腰抜け」や「ダラ幹」などと非難されるようになっていた。

### 皇道派に参加
「桜会」が解散となった後、牟田口は「一夕会」に参加している。「一夕会」は、1921年（大正10年）10月27日、欧州出張中の岡村寧次、スイス公使館付武官永田鉄山、ロシア大使館付武官小畑敏四郎の陸軍士官学校16期の同期生が南ドイツの保養地バーデン＝バーデンで人事刷新と軍制改革を断行して、軍の近代化と国家総動員体制の確立、陸軍における長州閥打倒などを誓い合い（バーデン＝バーデンの密約）、のちに東條英機らも加わって、1929年（昭和4年）5月19日に立ち上げられた若手将校の勉強会であった。牟田口がどのような意図をもって「一夕会」に参加したかは明らかでないが、佐賀県出身の牟田口にとって「一夕会」の掲げる長州閥打倒が自分の出世にとって都合がよかったからとづる意見もある。やがて「一夕会」のメンバーは陸軍人事を牛耳る様になり、牟田口も「一夕会」と関係の深い軍事参議官真崎甚三郎大将から、高級参謀の人事を統括する参謀本部総務部庶務課長に抜擢された。参謀本部総務部庶務課には、参謀人事のために陸軍軍人の人物評が集約されてくるため、牟田口は人物の好き嫌いが激しくなり、参謀の人事についても、資質が劣る者にはとことん冷淡で更迭も辞さなかったことから、このときの経験がのちの牟田口の独善的な人事の素地となったとも言える。
その後「一夕会」は中心であった永田と小畑の反目が激しくなったのをきっかけとして、メンバー間での対立が深まり分裂は決定的となった。やがてメンバー間の対立は、日本陸軍内の派閥「皇道派」と「統制派」の対立とも関係して激化していった。牟田口が以前属していた「桜会」の構成員の多くは陸軍内で昇進していたことや、陸軍内で力を持ちつつあった東條が「統制派」であったことにより「統制派」に属したが、牟田口は「桜会」からの流れで思想的に共通する「皇道派」に属するようになった。かつての多くの同志が思想が異なる「統制派」に世俗的に“転向”したのに対して、牟田口が思想を貫徹して「皇道派」に属したことは、牟田口の“情念”を重視した人柄によるものであったとする分析もあるが、強い思想的な裏付けがあったというよりは、「皇道派」には同郷の佐賀県出身者が多かったなどの人間関係的な要素が強かったためとする分析もある。
「皇道派」に属した牟田口は、この後激化していく陸軍内の派閥争いに否が応でも巻き込まれていく。牟田口は五・一五事件の実行犯の一人であった古賀清志海軍中尉とは同じ佐賀中学卒業で交流もあり、1935年（昭和10年）に「皇道派」の将校が「統制派」のリーダーであった永田を斬殺した相沢事件においては、主犯の相沢三郎中佐の軍法会議に同期生代表として出廷し、同情的な意見陳述をしている。
この頃に、のちに深刻に対立することとなる佐藤幸徳との因縁も生まれている。牟田口と佐藤は「桜会」では同志であったが、「桜会」崩壊後は上述の通り、牟田口が「皇道派」に属していたのに対し、佐藤は「統制派」に属していた。そして、佐藤が第6師団参謀となった際に、師団長の香椎浩平中将が「皇道派」で、他の参謀にも「皇道派」がおり、自分の言動が逐一東京に報告されていると疑っていた。そして、自分を監視するよう命じているのが同じ「皇道派」の牟田口と疑っていた。佐藤はさらに、庶務課長として参謀の人事を取り仕切っていた牟田口が、自分を陸軍中央から遠ざけて第6師団参謀に左遷し、その結果で自分の出世が阻まれたとも思い込んでおり、不信感を募らせていた。のちに第6師団では、天本良造中佐による師団内の内部告発事件が明るみとなったが、佐藤はこれを牟田口の差し金による自分へのスパイ事件であると思い込んでおり、自分が天本を中央に突き出したなどと主張している。しかし、牟田口の部下として庶務課に勤務していた富永恭次中佐によればそのような事実はなく、富永が第6師団まで調査に赴いて、その結果、天本に待命処分が下されたという。このように佐藤の牟田口に対する不信感は根深く、これが後のインパール作戦での日本陸軍始まって以来初めての抗命事件へと繋がっていく。
やがて、「皇道派」と「統制派」の対立は、1936年（昭和11年）の二・二六事件へと繋がっていき、反乱を主導した「皇道派」に対して粛清人事が行われた。牟田口自身は計画には全く関与していなかったが、事件に関わっていた青年将校が牟田口を慕ってよく遊びに行っていたことで関与が疑われたことや、「皇道派」に対する粛清人事の対象にもなり、 1936年（昭和11年）3月27日、北平駐屯歩兵隊長として外地に左遷された。これ以降、陸軍中央のエリート軍人官僚であった牟田口は、これまで実戦経験がなかったのにもかかわらず、野戦の指揮官として勇名を轟かす「野戦の勇将」という新たな軍人人生を歩んでいくこととなる。

### 盧溝橋事件

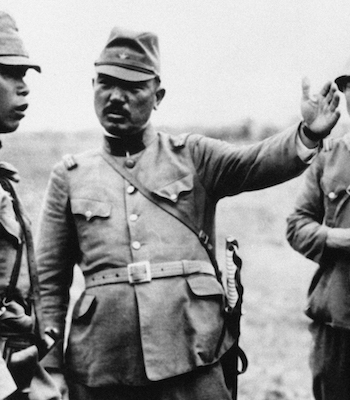
支那駐屯歩兵第1連隊の連隊長時代の牟田口廉也

北平駐屯歩兵隊は改編されて、支那駐屯歩兵旅団支那駐屯歩兵第1連隊となり、牟田口は連隊長となった。牟田口は実質左遷であったこの中国行きを否定的に捉えることはなく、「連隊長になって初めて、軍人たるの真価を把握することができた」と前向きに捉えている。支那駐屯歩兵第1連隊は全国の師団から寄せ集められて編成されていたため、連隊の団結力に問題があったが、牟田口は「伝統に捉われない創設の連隊を自分が立派に育てる」と意気込んでいた。そのため、牟田口は部下将兵には優しく接し、ある中隊長を牟田口が勘違いで叱責したときは、勘違いに気が付いた牟田口がわざわざ中隊長の宿舎まで訪れて謝罪している。その中隊長は「日本軍が創設されてから将校は10万人以上にも及んだだろうが、その中でわざわざ部下中隊長の宿舎まで自らに非を詫びにいったのは牟田口連隊長ただ一人ではないだろうか」と感動している。連隊備品の毀損届が殆ど出ていないことを訝しんだ牟田口は「既往は問わない。本月中に徹底して調査し、届け出よ」と命じた。そこで部下将兵は今まで隠していた備品の毀損を次々と届け出て、その届出書の高さは70cmにもなったが、牟田口は届け出た部下将兵を咎めることなく、支那駐屯軍司令部の経理部長に「連隊長の統率が悪くて、毀損亡失がこんなにある。連隊長はいかなるお咎めも受けるので、無くなったものは何としても揃えてほしい」と頼み込み、経理部長はその牟田口の態度を見て、問題にすることはなく揃えることを約束している。このような牟田口の姿勢を見ていた連隊の将兵たちは「連隊長はなんでもやってくれる」と牟田口を慕って、連隊の雰囲気も非常に明るくなった。
このときの牟田口の上官は後に深い関りを持つことになる河辺正三少将であったが、河辺は牟田口を可愛がり、陸軍中央勤務が長く、作戦部隊の実務に疎かった牟田口を親切に指導し、連隊長としての心構えを教え、牟田口もそんな河辺を慕った。
支那派遣軍の増強を続ける日本と中国側の緊張は高まっており、互いの部隊が駐屯する豊台では、支那駐屯歩兵第1連隊が中国兵から殴られるなど両軍の小競り合いが発生していた。（豊台事件）河辺は牟田口に経験を積ませるため、事件処理のための中国側との交渉を任せた。河辺はなるべく穏便に事件を終結させたいと考えていたが、小競り合いの原因については、過失と主張する中国側に対して、牟田口は「これは確かに日本軍に対する侮辱である」と強硬な態度で臨んだ。不遜な牟田口の態度に中国側は怒りを覚えながらも、要求通りに兵士を兵舎の前に並べて指揮官の許長林が代表して牟田口に頭を下げたが、これはメンツを重んじる中国人の神経を逆なでするような要求であった。牟田口によれば、中国軍部隊の武装解除を主張した第3大隊長一木清直少佐に対して、「バカッ、余計なことを言うな。相手が謝罪する以上、武装解除をするのは日本人の武士道が許さない」と叱責するなど、なるべく穏便に済ませたと振り返っている。この牟田口の心遣いに対しては、牟田口に同行した支那駐屯軍司令部付の桜井徳太郎中佐が「連隊長の“窮鳥懐に入れば猟師もこれを殺さず”っていうのはよかったですね」と賞賛したという。牟田口は、中国軍が口だけの謝罪に終始し、盧溝橋付近で塹壕やトーチカを補強するなど武力衝突に備えた準備をしていると判断し不信感を募らせていた。
司法省は事件勃発約3週間前の1937年6月17日、満州国に民法を公布し、年内施行の予定としていた。商工省・拓務省は7月に満洲国保険業法を公布施行の予定であった。
このように日中間の緊張は高まる一方であったが、1937年（昭和12年）7月7日に支那駐屯歩兵第1連隊第3大隊が盧溝橋付近で夜間演習を行った。事前に日本軍は盧溝橋付近に中国軍が展開しているという情報を掴んでいたので、不慮の衝突にならないよう、盧溝橋と反対側に向かって演習を行うこととした。日本軍の夜間演習は通常であれば、一切音を出さないように発砲することはなかったが、この日は仮想敵担当であった兵士が誤って軽機関銃の空砲を撃ってしまった。その直後の午後10時40分ごろに、第8中隊の背後の竜王廟から中国軍によるものと思われる4～5発の銃声が聞こえた。慌てた第8中隊長の清水節郎大尉は集合ラッパを吹かせて中隊を集めようとしたところ、今度は盧溝橋方面から十数発の実弾が撃ち込まれた。その後、中隊で人員点呼を行った結果、初年兵が一人行方不明であることが判明し、第3大隊長の一木に報告された。
牟田口はこのとき北京にあった日本大使館構内の官邸で就寝中であったが、旅団長の河辺が天津に出張中でその代理に任じられており、7月8日の午前0時過ぎに一木からの電話報告で叩き起こされると、発砲より兵士1名が行方不明という事態を重要視し、すぐさま「大隊は、すぐ一文字山に兵を集めろ。支那軍が撃ったという証拠を握らなければならない」と命じた後に、支那駐屯軍司令部附（北平特務機関長）松井太久郎少将と対応を協議した。松井は中国国民革命軍第29軍に事実を確認したが、29軍軍長の宋哲元は故郷に帰省中で不在であり、対応した冀察政務委員会からは、最初に発砲があったとされる竜王廟付近には中国軍部隊はいないはずであり、すいか畑しかないので、すいか小屋の番人が撃ったのではないかとの回答があるなど、事実を全く把握していない体であったが、竜王廟に中国軍部隊がいたとすれば、軍の指揮を離れた部隊なので匪賊として討伐してもらって構わないという回答があった。その後、冀察政務委員会外交部の林耕宇が謝罪のために牟田口と面会している。この時点では牟田口も丸くまとめようという意志が強く、自分の代理として森田徹中佐に、中国側の冀察政務委員会の代表と現場に同行して事実確認をさせることとし「シナ側は日本軍とわからずに撃ったかもしれんぞ。そうしたら、こちらは大きな腹をもってシナ側の話を聞いてやらなければいかんよ」と言い含めている。
上記の通り、牟田口の回想では官舎に帰って就寝していたことになっているが、当時の中国大使館武官補佐官今井武夫によれば、牟田口は官舎には帰らず、ずっと兵営事務室の電話の傍にいたとのことで、一木から一報が入ると河辺の意向を確かめることもなく、即座に兵営にいた全兵力に出動用意を命じ、まずは準備ができた1個中隊を一木中隊の増援として出動させている。その後、牟田口自ら中国第29軍37師団長馮治安のところに乗り込んで、攻撃開始をちらつかせながら、発砲への謝罪と行方不明の兵士の引き渡しを要求したが、中国側が知らないとして要求を拒否すると、牟田口は中国軍拠点内に日本軍部隊を入れて捜索させろと要求している。これも拒否した中国側と激しい押し問答の末、最終的に牟田口が折れて、日中両軍で捜索することに一旦は落ち着いたという。
しかし、このように牟田口が動いていた間にも現地では中国軍がさらに発砲を続けており、7月8日の午前3時25分には乗馬伝令中の兵士が狙撃されて手綱に命中している。周囲は明るくなり始めており、一木はもはや明確な攻撃意志を持って射撃していると判断し、牟田口に再度報告した。一木から「どうしましょうか」と判断を求められた牟田口は、「もう明るいじゃないか」と現場の状況をたずねると、一木から「明るうございます」と回答あったので、森田には交渉によって穏便に済ませるようにと言づけてはいたものの、1度ならず2度までも撃ったということは、確かに日本軍とわかって敵対視していると判断、「事件を最も迅速に解決するには、過ちを犯したその者に、その場で徹底的に拳骨を喰らわす他はない」といきり立ち「支那軍カ二回迄モ射撃スルハ純然タル敵対行為ナリ 断乎戦闘ヲ開始シテ可ナリ」（支那駐屯歩兵第一連隊戦闘詳報）として一木に反撃を許可し、この後、両軍の武力衝突に発展してしまった（盧溝橋事件）。牟田口によれば、その場には中国側の交渉委員もおり、中国側に確認した上での反撃命令であったという。一木は反撃を開始してからわずか7分間で竜王廟を占領し、中国軍側の遺棄死体27体を確認した。

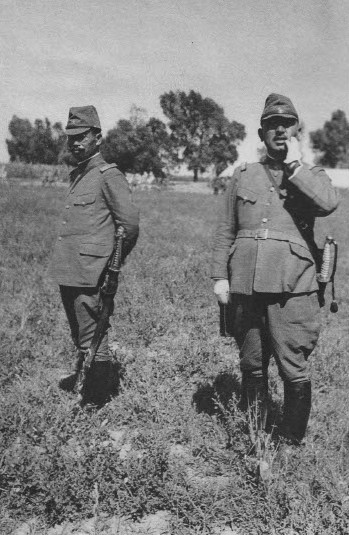
盧溝橋事件直後の河辺正三と牟田口廉也

北京に戻った河辺は牟田口に攻撃中止を命じ、現地部隊間での停戦交渉が行われたが、中国軍の撤退が進まない状況を見た牟田口は事件不拡大の河辺の方針に反し、指揮下連隊に「中国軍の協定違反を認めるや、直ちに一撃を加える」と戦闘準備を命じ、敵情視察の名目で1個小隊を竜王廟に派遣した。9日になっても射撃音は鳴りやまず、牟田口が部下を斥候として忍ばせていたところ、日本軍の駐屯している方から中国軍陣地に向けて射撃をしているような音が聞こえた。斥候隊がよく確認すると爆竹を鳴らしている中国人を発見したため、捕えて尋問すると、その中国人は清華大学の大学生であり「我々は毛沢東の指令を受けている」と白状したという。
7月10日に両軍は衝突し、牟田口は躊躇せず中国軍の殲滅を命じた。戦闘開始を知った河辺は慌てて連隊司令部を訪れたが、不機嫌そうな顔をして一言も発さずに口を結んで牟田口を睨みつけるだけであった。牟田口はそれを「無言の叱責」と認識し、早く銃声が収まればよいがと思ったが、両軍の銃声は収まるどころか激しくなる一方であった。そんな状況でも河辺は一言も発することなく、何の指示もしないまま立ち去って行った。既に牟田口が攻撃命令を行っていたので、それを上級指揮官である河辺が翻しては軍の統率の混乱を招くものとして、再び牟田口の命令違反を追認せざるを得なくなり、牟田口は河辺が帰った後、竜王廟付近の中国軍に夜襲をかけさせてこれを殲滅している。
このことから、牟田口は、自身が日中戦争（支那事変）の端緒を作り出したと考えるようになった。のちのインパール作戦発案についてもこの想いが強く影響したという。
もっとも、盧溝橋事件を中国共産党の謀略により中国第29軍が起こしたとする見解を前提にすれば、牟田口の自意識過剰とも評される。
交戦したことは、明らかな牟田口の越権行為であったが、報告を受けた河辺がその独断を許し、河辺の命令で攻撃したように取り繕った。そのため、牟田口は罪を問われるどころか、「協定を無視龍王廟に来襲せし暴戻あくなき支那兵に応戦した東北健児は奮戦敵を撃退したが我が牟田口〇隊長は率先自ら大刀を真向に敵陣に斬り入った」などと過大に報道されて、一躍「盧溝橋の勇将」などとして脚光を浴びることとなった。牟田口自身には、盧溝橋の一連の戦いにおいて勇ましい武勇伝の記憶は殆どなく、中国側との談判と交渉に明け暮れる政治家のようであったと振り返っている。
現地ではこれ以上の事件の拡大は望んでおらず、大使館付陸軍武官補佐官の今井武夫少佐らの尽力もあって、7月11日に中国側が日本の要求を受け入れる形で現地協定が調印された。牟田口もこれで戦闘が収まればと考えていたが、既に中国での戦線拡大は中央の方針となっており、現地協定が調印された同日には中国へ3個師団の増派が決定し、牟田口ら現地の日本軍は驚いている。牟田口はこの3個師団の増派がなければ、紛争は自然鎮火したはずで、現地が不拡大方針だったのに、中央が戦線拡大を煽ったと批判しており、盧溝橋事件がそのまま日中全面戦争に拡大したように言われるのは心外とも述べている。日本軍増強後には中国側の挑発はさらに激化、停戦後も武力衝突が続き、やがて日中両軍が全面衝突して、日本は日中戦争の泥沼にはまりこんでいく。

### 陸軍予科士官学校長
牟田口は少将に昇進し関東軍司令部附に異動、その後は第4軍参謀長となったが、再び陸軍中央での勤務を希望しており、かつての政敵であったが、陸軍大臣まで上り詰めていた旧統制派のリーダーの東條に接近を図っている。そこで、1939年（昭和14年）12月1日に希望通りの内地勤務となる陸軍予科士官学校長に任じられた。このときの生徒に、のちにいち早くインパール作戦の失敗を認識し、参謀本部に作戦中止を進言した緬甸方面軍参謀の後勝もおり、後によればこの頃の牟田口は、堂々たる体躯を誇り、常にエネルギーに溢れているように見えた。いかなる難関をも突破して一意理想に向かって邁進し、一死をもって祖国に殉じようという姿勢は後を含む生徒たちの熱血をたぎらせて、深い感動を与えていたという。しかし後は、牟田口の理想主義の教育方針に対して、理想と現実のギャップに苦慮するようになり、現実と理想の調和を図る必要性を痛感するようになったとのことで、このときの経験や想いが後の参謀としての職務に大きく活かされたとして、牟田口から受けた感化は絶大であったと感謝している。生徒のなかには牟田口のことを｢ムタさん｣などとあだ名で呼ぶ者もおり、陽気な性格で気さくな一面ものぞかせていた。
成果としては、かつての軍人官僚としての実務能力や調整力を発揮し、校舎の充実に尽力した。牟田口が拘ったのは廊下の広さで、現校舎や参謀本部の建物は常々廊下が狭くゆとりがないと考えており、充実した教育のためにはデパートなみの広い廊下が必要と考えて、校舎の増築を手配している。予算は限られていたため、材料を自前で準備すべく習志野の杉を伐採して建材に充てようとした。しかし、もともとこの杉は明治天皇の鷹狩のため植栽された由緒正しいもので、習志野に駐屯していた第1師団の横山勇中将から抗議されたが、牟田口自ら横山を説得して了承されている。この増築工事によって、陸軍予科士官学校の講堂は6,000人収容できるようになり、軍隊の教育施設にある講堂としては、国内最大であった海軍兵学校の講堂よりも大きく、当時では世界で一番大きかったと牟田口は誇っていた。杉を伐採したおかげで第一師団も習志野での演習がやりやすくなった。
しかし、戦争の激化による士官増員の必要性から校舎の拡大が必要になり、市ヶ谷台からの移転が検討されることとなった。牟田口は「富士山が見えるところ」と「学校に入るのに昇っていくような地形にあるところ」という条件を考えて場所を探し、候補地として埼玉県朝霞町を選定した。しかし、候補地には東京ゴルフ倶楽部の朝霞コースがあり、皇族を始めとした会員たちから反対されたが、牟田口の尽力もあって移転が決定した。総面積250万坪という広大な敷地に校舎が建築されることとなったが、牟田口はその完成を見ることはなく、盧溝橋での勇名を頼りにされて、外地の実戦部隊を任せられることとなった。新校舎は突貫工事で1941年（昭和16年）9月に完成し、昭和天皇から「振武薹」と命名された。のちに牟田口は、インパール作戦の失敗の責任で一旦予備役となり、その後に再招集され、2度目の陸軍予科士官学校長に就任することとなるが、その際に奇しくもこの新校舎で勤務することとなった。

### 太平洋戦争

#### 第18師団長
1941年（昭和16年）4月、牟田口は第18師団の4代目の師団長を拝命した。第18師団は日本陸軍のなかでも有数の精鋭師団であり、第一次上海事変中の1932年（昭和7年）には師団工兵隊から爆弾三勇士を出してその勇名を全国に轟かせていた。牟田口はこのような精鋭師団を任せてもらえることを誇りと感じて、師団の伝統を傷つけることがないようにと奮起した。第18師団は南支那方面軍隷下として、南中国戦線を転戦したのち、同方面軍の廃止に伴って、新たに編成された第25軍の隷下となった。第25軍は大東亜戦争開戦後には大英帝国の植民地であったマレーやシンガポールに進攻する計画であり、牟田口は中国軍より装備優秀なイギリス陸軍を想定した訓練を師団に課すこととした。
11月に広東で要塞攻略を想定した訓練が行われ、牟田口は自らその指揮を執ったが、砲兵隊の砲撃の精度は極めて高いものの、第18師団はこれまでの中国軍との戦闘に慣れて、実戦を甘く見ており特に陣地の構築に不慣れであった。牟田口は危機感を覚えて訓練においては自ら師団各部隊が構築した陣地を見て回ったが、火砲を設置している陣地の掘削が不十分で、腰の深さまでないなど、イギリス軍を舐めており多くがお粗末な作りであったことから、牟田口は将校や兵卒を問わずに「こんな掩体壕でどうするかっ。一発も撃たんうちにお前ら死んでしまうぞ」「シンガポール要塞を甘くみるな」と激しい口調で叱責した。あまりに牟田口の叱責が厳しかったので、多くの部隊指揮官も委縮してしまったが、牟田口の意をくんだ師団参謀長武田寿大佐と作戦主任の橋本洋少佐が、各部隊指揮官のもとに一升瓶を持って回って、酒を酌み交わしながら「今までのような陣地であったらたちまち大損害を出して任務が遂行できなくなる。（牟田口）師団長は師団将兵の射撃技能や敢闘精神は評価している」と牟田口の意図を説明して理解させ「今晩は大いに飲んで気炎を吐け」などと士気を盛り上げたため、第18師団の陣地構築は見違えるほど上達し、牟田口は武田と橋本の心遣いに「いい参謀を持った」と感謝している。この2人のうち作戦主任の橋本は牟田口に信頼され、のちに第15軍の作戦参謀として軍司令官の牟田口に付き従い、インパール作戦に関わることとなる。
作戦計画では、第18師団のうち佗美浩少将が率いる歩兵第23旅団が師団主力に先んじて出撃し、マレー半島のコタバルに強襲上陸して戦端を開くこととなっていた。牟田口は開戦の火ぶたを切ることとなる佗美支隊の訓練について自ら方針を作成し、旅団長の佗美に対して隷下連隊長に徹底するよう指示した。牟田口が示した訓練方針は極めて実戦的で、佗美支隊の将兵は敵前上陸作戦、ジャングル戦、対戦車戦闘を徹底的に訓練させられた。そのため、佗美支隊の将兵は暗夜の中でも輸送船から上陸用舟艇に素早く乗り込み、折畳の舟艇の搬送や組み立てや運用も迅速確実にできるなど、精強な部隊に仕上がっていった。

#### シンガポールの戦い

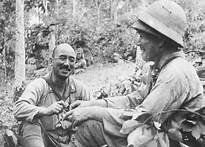
マレー作戦で兵士と談笑する牟田口廉也

1941年（昭和16年）12月に太平洋戦争（大東亜戦争）が勃発すると、牟田口は第18師団長として開戦直後のマレー作戦、シンガポール攻略戦の指揮を執った。第18師団は指揮下の歩兵第23旅団長佗美浩少将が率いる佗美支隊がコタバルに強襲上陸を行うなど一部部隊が先行、牟田口率いる師団主力は広東に待機し、戦機を見計らってマレー半島東海岸へ敵前上陸を行い、マレー半島での戦闘の総仕上げをする計画であった。
1941年12月8日午前1時35分、佗美支隊は敵前上陸に成功して橋頭堡を確保、この後も怒涛の進撃で1942年（昭和17年）1月3日、要衝クアンタンを占領した。しかし、第25軍の他師団の進撃も順調で上陸作戦は中止となり、1月22日に、すでに第25軍主力がクルアンに進出した頃、第18師団主力は前線からおよそ1,000km後方のシンゴラに上陸、1月29日にクルアンに到着した。ようやく戦場にたどり着いた牟田口は、軍司令官の山下奉文中将に到着の報告を行ったが、山下と牟田口は同じ「皇道派」で、二・二六事件の粛清人事でどちらも中国最前線に送られたことがあるなど旧知の仲であり、山下はウィスキーを牟田口にすすめながら「間に合ったなぁ」と歓待し、「シンガポールは頼むよ」と今後の活躍を期待している。
第18師団主力はシンガポール攻略戦から本格的に参戦することとなり、1942年（昭和17年）2月8日にジョホール海峡を渡ってシンガポールへの強襲上陸を敢行したが、対岸のイギリス軍砲座から重砲弾が降り注いだ。そのうち15cm砲弾3発が第18師団の戦闘観測所に命中したが、訓練によって陣地はしっかりと構築されていたため死傷者はでなかった。牟田口は日の改まった2月9日の未明に上陸第3波としてシンガポールに渡ったが、上陸地点では歩兵第114連隊が真っ暗闇で敵味方入り乱れての混戦中であった。激戦中の最中に牟田口はシンガポールに上陸したが、明かりが時折雲間からのぞく下弦の月だけであったので、足元がおぼつかなく、仕方なく地面の草を掴むつもりで握ったのは敵兵の遺体であった。そのとき、牟田口らの目の前にイギリス兵が腰だめで射撃をしながら突入してきた。牟田口らは身を伏せる間もなく手榴弾数発が一斉に炸裂し、司令部要員3人が死傷し、牟田口も肩から胸まで手榴弾の破片で負傷したが、牟田口は血まみれになりながらも退くことなく最前線で指揮を継続した。
激戦の中で夜が明けようとしていたが、第18師団の進撃は止まることはなく、牟田口も最前線で指揮を執り続けた。やがて夜が明けて朝日が昇って暫くたったころに、一体として前進していた部隊がイギリス軍部隊と遭遇し銃剣突撃を敢行したので、牟田口もそれに続くと、朝食中であったイギリス部隊はたちまち食器や寝具を放り出して遁走した。第18師団は予想以上の激戦で計画より1時間遅れながらも、2月9日中には攻略目標のテンガ航空基地に到達、飛行場守備隊との戦闘に突入したが、やがて守備隊も退却し、同日中に第18師団はテンガ航空基地を占領した。この間、牟田口は最前線で指揮し続け、兵士たちのもとにも頻繁に訪れて激励していたので、多くの兵士は牟田口を勇ましい将軍だと喜んでいた。
翌10日、テンガ航空基地に第25軍参謀辻政信中佐が訪れ牟田口と面会したが、そのときの牟田口には表立っては治療の跡などは見えず、軍服の左肩あたりに大量の血が滲んでいただけであったので、辻が「どうされたのですか？」と聞くと、牟田口は「黙っておれ」と手を振るだけで負傷のことについては答えなかった。辻は師団幕僚の数が足りないことにも気が付いて、「井野参謀はどうされたのですか？」と聞くと牟田口が「残念ながら重傷を負った」と答えたため、ここで辻は師団司令部が死傷するほどの激戦が展開されていたことを察して、なおも牟田口は部下を心配させまいとして、負傷しても最前線で指揮を続けているのだと考えた。さらに、辻は「成功おめでとうございます」とこれまでの労をねぎらったが、牟田口は恐縮して「軍司令官の御期待に副うことができなくて誠に申し訳ない」と進撃が計画より遅れたことを詫びた。辻は牟田口から詫びられると「そんなことはありません、軍司令官は大変満足しておられます」「今回の作戦で第18師団の前進が最も早い」と取り成している。
シンガポール市街地への進撃路の途中には要衝ブキッ・ティマ高地があった。ブキッ・ティマ高地はシンガポールの水源であると共に、シンガポール市街を守る防衛線の核で、その周辺の高地も含めてイギリス軍は強固な陣地を構築しており、その攻略は必須であった。牟田口は、辻が参謀の橋本に「明日は紀元節ですよ。ブキッ・ティマ高地さえ奪取してもらえれば、敵の降伏については軍で責任を持ちます」と話しているのを聞くと、「新たな勇気が盛り上がってきた」として、軍の期待通り紀元節までにブキッ・ティマ高地を攻略するため師団に前進を命じた
しかし、ブキッ・ティマ高地に立て籠るイギリス軍の抵抗も激烈で、第18師団の進撃は捗らなかった。第18師団はトーチカに対して白兵突撃を敢行したが、死傷者が続出していた。牟田口は攻撃を指揮する歩兵第23旅団長の佗美を叱咤し続けたが、それを不満に思っていた佗美に対してある参謀が「牟田口師団長は焦ってくると、気が狂った人の様に怒鳴る癖があるから、あのような場合は急いで師団長の見えぬ所まで離れてから、処置すればよい」とアドバイスしている。結局この日は、激しいイギリス軍の反撃で第18師団は数千発の砲弾を撃ち込まれて多数の死傷者を被り、牟田口は進撃停止を命じざるを得なかった。そこで牟田口は「砲兵による強力な援護砲撃が必要」と第25軍司令部に訴えたが、軍司令部からは「夜襲によって銃剣の力で敵の主陣地を奪取し、明日の紀元節までにブキッ・ティマ高地を万難を排して確保せよ」との命令があった。牟田口が思い悩んでいると、参謀の橋本と歩兵第56連隊長那須義雄大佐が牟田口の決心を促すように顔を覗き込んでいるのに気が付いた。そこで牟田口が「それ（夜襲）で損害が大きかった場合、爾後の（シンガポール）市街戦に支障をきたすことはないか」とたずねると、橋本が「後のことは後のことです。このブキッ・ティマ高地はシンガポール戦の天目山だと思います」とさらに決心を促してきたため、牟田口は夜襲を決心して、那須に夜襲によるイギリス軍陣地攻略を命じた。この夜襲によってブキッ・ティマ高地は紀元節の2月11日に日本軍の手に墜ちた。
牟田口が進撃を急いだ理由として、新聞記者の取材に「支那事変の責任者は私です」と語り、「（日中戦争開戦から）4年有半、事変がいまだに解決せざるは遺憾です」「事変の責任者牟田口は心中大いに期するとこがあり、昨年12月8日、遂に米英との干戈を交えるや1日も早く米英撃滅の戦線に立つことを念願した」と答えており、ここでも盧溝橋事件の責任を理由としている。このように大戦における牟田口の言動は常に「盧溝橋事件の責任」という思いに裏付けられていた。シンガポールで戦っていた3人の師団長のなかでも、特に牟田口の勇猛ぶりは新聞記者の間でも話題となっており、当時、陸軍の報道班員として取材していた作家の山岡荘八は「牟田口の勇猛ぶりはまさに鳴り渡っていた」と述べている。
その後も第18師団は進撃を続け、2月13日にはシンガポール郊外のケッペル港に迫った。しかし、イギリス軍も15インチ（380㎜）要塞砲などの要塞砲の巨弾を第18師団に浴びせながら、ケッペル港にあった兵営に兵力を集中して反撃を試み、両軍の間で激戦が展開された。牟田口は戦局を打開するため、歩兵第55連隊長木庭大大佐と歩兵第114連隊長小久久大佐からの夜襲決行の申し出を採り上げて「オレも今夜先頭に立ってケッペル兵営の敵に全力夜襲をかける」と悲壮な覚悟を参謀に告げている。参謀たちは諫めたが、牟田口は「決して督戦などというケチな考えで第一線に出るのではないし、俺の部下は俺の第一線進出を知って督戦に来たなどと水臭い考えを持つ者は一人もいない」「おそらく今夜部下の連隊は連隊旗を先頭に決死の突撃をやるだろう。そうすれば連隊長、大隊長をはじめ部隊将兵の多くが戦死をするに違いない。俺は部下将兵が戦死する前に一目会って手を握ってそして立派に戦死させてやりたい」「黙って出してくれ」と目に涙を浮かべながら語り、それを聞いていた参謀も泣いていたという。そのような牟田口の意を理解して「もうがまんならぬ、今夜のうちにシンガポールの街に是が日でも突っ込むのだ」と将兵の戦意も高かったが、しかし、夜襲決行前に第18師団の兵士がイギリス軍が各所で白旗を掲げているのを発見、これは牟田口から軍司令官の山下に報告されて、第25軍はイギリス軍の降伏を受け入れたため、シンガポールは日本軍の手に墜ちた。
日本軍に投降して捕虜となった兵員数は、イギリス兵35,000人、オーストラリア兵15,000人、インド兵67,000人、現地義勇兵14,000人の合計131,000人にも上り、実に第25軍は4倍近くの敵と戦っていたことが初めて判明して、各師団長や参謀たちはぞっとして顔を見合わせたというが、そのなかでも活躍が著しかった第18師団を率いた牟田口は「常勝将軍」と持てはやされ、マスコミはこぞって牟田口の武勇伝を報じた。しかし、第25軍のシンガポールにおける戦死者1,713人の半数、戦傷者の3,378人の1/3は第18師団の損害であり、牟田口の損害度外視の強引な作戦方針が明らかとなった。

#### 虐殺事件への関与

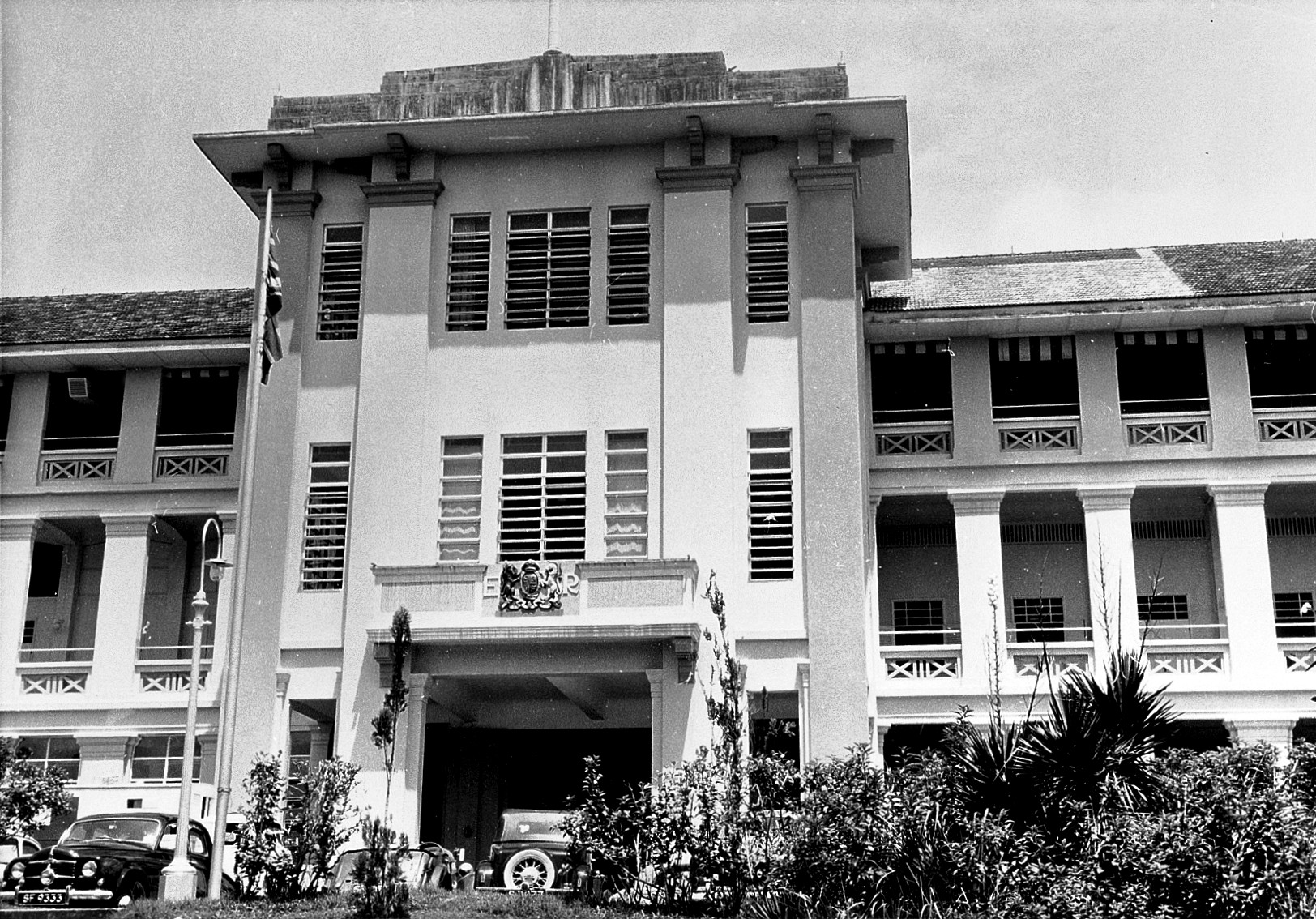
第18師団による虐殺が行われたアレクサンドラ病院

シンガポールでの作戦中に第18師団は非戦闘員に対する虐殺を行っている。ブキッ・ティマ高地を巡る激戦の最中に、歩兵第114連隊に所属していた新井三男によれば、連隊は師団司令部より「（牟田口）師団長閣下の命令です。うしろのゴム林の小屋にいる女たちがあやしいから連れてこいということです」と命令を受けたため、連隊の高級副官が兵士に命じて若い女性3人を小屋から連れ出したが、その女性たちは「日本軍の戦車に対する砲撃がこの女たちの合図によるもの」という嫌疑をかけられて、師団命令により木に縛り付けられると銃剣で刺殺されている。シンガポールの戦いでは、イギリス軍による砲撃が正確であったことから、牟田口だけではなく第25軍全軍が、敵性華僑が無線や電灯などを用いてイギリス軍の砲撃を誘導しているものと疑っており、このような虐殺がシンガポール各地で発生していた。このような思い込みが、シンガポールやマレーの華僑は概ね抗日的で、協力しないものは最初に断固として処分することによって服従させようという考えに繋がり、シンガポール占領後に多くの虐殺が行われる要因ともなった。
2月14日には、第18師団の部隊がアレクサンドラ病院に突入して、20人の軍医将校、60人の看護兵、200人の負傷兵を虐殺したアレクサンドラ病院事件が発生した。当時病院は負傷兵で満杯であり、至る所に赤十字旗が掲げられていたのにもかかわらず日本軍が攻撃したものであるが、詳細な経緯は不明であり、日本軍に追撃されていたインド兵が病院内に立て籠ってバルコニーから射撃したのが原因であったとする証言や、この日の戦闘に参加した歩兵第55連隊の機関銃小隊長藤井倭少尉によれば、病院は近くの135高地と一体化した強固な防衛線の一部であって、イギリス軍守備隊からは迫撃砲も使った激しい抵抗を受けて激戦が展開されており、各所に設置された機関銃座からの銃撃も激しく損害が続出したが、その中には病院からの射撃も含まれていたという証言もある。
病院に突入した日本兵は、手術中の軍医や患者も含めて1階にいた全ての者を射殺するか銃剣で刺突したという。病院内には日本語が話せるR・M・アラダイス大尉がおり、アラダイスは突入してきた部隊の最専任将校と交渉を試みたが、聞き入れられることはなく、病院内で生存していた傷病兵や軍医ら約200人は残らず外に出されると、半マイル離れた小屋に押し込められ、翌日にアラダイスも含めて片っ端から銃剣や機関銃で殺害され、生き残ったのはわずか5人だった。2月15日にシンガポールのイギリス軍が降伏すると、翌2月16日には牟田口がアレクサンドラ病院に訪れているが、これは牟田口が虐殺事件の謝罪のために来たのであって、事件の発覚を防ごうという意図があったとイギリス側は認識しており、戦後になって牟田口は追及されることとなる。
シンガポール攻略後には、第25軍は各師団に対して治安維持のために華僑の粛清を命じた。最も大規模なものはシンガポール華僑粛清事件であったが、第18師団もジョホール州の治安粛清を命じられて、華僑の虐殺を実行している。独立工兵第23連隊片岡武敏少尉が目撃したところでは、長さ100ｍぐらいの壕の前に2～3ｍの間隔を空けて華僑を座らせたのち、後方から機関銃で射殺し、そのまま倒れて壕に入ったところを兵士がスコップで埋めていた。このような虐殺した華僑を埋める壕は、片岡が見たところで100本以上掘られていたが、遺体を埋めたところはどうしても土が盛り上がるため、後から見て回ると多くの土饅頭が並ぶ異様な光景であったという。そして、多数の遺体が埋められたジョホールバルにあるサルタンの王宮イスタナ西側の広場には常に死臭が漂っていた。これら虐殺を計画し主導した第25軍参謀の辻によれば、ジョホール州だけで4,000人～5,000人の華僑が虐殺されたという。このシンガポールやマレーにおける虐殺についても、既述のアレクサンドラ病院事件と併せて追及されることとなった。（詳細は#戦犯対象として逮捕で後述）

#### ビルマ進攻作戦
その後第18師団は、ビルマ戦線に転戦した。首都ラングーンは既に日本軍によって占領されていたが、4月11日にラングーンに到着した牟田口は要衝マンダレーに一番乗りするため第18師団に昼夜兼行での猛進を命じた。前進途中で敵部隊と戦闘になり前進が阻まれると、牟田口は師団長自ら前線にやってきて、部隊を直接指揮して強行突破を図った。ここで牟田口はデング熱に感染したが、それでも部隊を最前線で督戦し続け、このときの状況をある中隊長は「まるで牟田口師団長とのマラソン競争のようで、むしろ師団長乗馬の健在が恨めしかった」と振り返っている。猛進撃によって天長節にはマンダレーの目前まで迫り、5月1日に牟田口の要望通り第18師団はマンダレーに一番乗りした。既に連合軍部隊は市街から撤退しており、ほぼ無血占領となったが、日本のマスコミは「血で綴る50日、皇軍の善戦苦闘、見よマンダレー進撃の跡」などと華々しい見出しで、牟田口を持てはやした。第18師団はその後も追撃戦を行い、5月にはイギリス勢力をビルマから一掃し、牟田口の栄誉と武名は頂点に達した。
ただし、この頃の牟田口は冷静な戦略眼も併せ持っており、1942年（昭和17年）9月、南方軍が、ビルマ攻略の勢いでインド東部のアッサム地方に侵攻する二十一号作戦を立案した際には、上司である飯田祥二郎第15軍司令官とともに兵站面の準備不足で実現の見込みが無いとして反対し、同作戦を無期延期とさせたが、そのときは以下の様な理由を述べている。
このときに同席していた第18師団参謀長の武田も牟田口の意見に同意したが、その際に「インパール付近まで行けと言われるのなら、何とか工夫の余地がないでもありませんが」と述べたのを聞いた牟田口に「インパール」という地名が強く印象付けられた。牟田口は常に強気でいるのが自分の持ち味と考えており、この作戦が無期延期となった後、反対したことに対して後悔の念を抱き「（二十一号作戦が再考された場合は）時日の余裕が無いからとか、準備が不十分であるということは出来ない。出来得る限りの準備を整えておかなければならない」という考えに至っている。
しかし、この時の牟田口はインド侵攻よりはむしろ昆明から重慶に侵攻して蒋介石を打倒し、一気に日中戦争の解決を図るといった「昆明作戦」を主張していた。牟田口の考えの根底には常に「盧溝橋事件の責任」のために中国を早く屈服させたいという想いがあって、このときは師団長という立場からも実現可能な本作戦を考えそれに備えていた。そのため第15軍がビルマ中央の防衛強化を図るとして、第18師団をシャン高原からマンダレーへ移動させたいと打診してきたことがあったが、牟田口は「中国ビルマ国境の防衛の方が重要である」と主張して軍の打診を一蹴している。
その後、ビルマ戦線にオード・ウィンゲート准将率いるコマンド部隊チンディットが登場し、北部ビルマの国境を越えて日本軍の後方を攪乱した。第18師団長としてチンディット討伐に奔走した牟田口は、ビルマ北部が安全地帯ではないことを痛感して、その防衛のために敵拠点を攻撃するという「攻撃防御」が必要と考えるようになった。さらに、チンディット討伐の陣頭指揮を執っていた牟田口は、ビルマの乾季には日本の秋のように木の葉が落ちて、人跡未踏と思い込んでいたジャングルの視界が予想以上に開けることを認識し、その乾季を狙って周到に準備をして、ビルマ北部への侵入を果たしたチンディットに強い感銘を受けた。牟田口は自分がこれまで散々打ち破ってきたイギリス軍が、人跡未踏の山岳地帯やジャングルを踏破してインドからビルマに侵入してきたのなら、イギリス軍に打ち勝ってきた自分であれば大軍を以てインドへの進攻も可能ではないかと夢想するようになり、乾季に周到な準備をすれば、ジャングルや山岳地帯を進撃しても、戦闘余力は十分保持し得ると主張するようになった。
そこで「盧溝橋事件の責任」から、自分の手でこの戦争の解決を図るため、これまでの中国の屈服という構想からさらに飛躍して「進攻作戦で敵の策源を覆滅し、インドの独立を促進し、英国の戦争離脱を図り、大東亜戦争全般に寄与する」という壮大な構想を抱くようになっていった。戦後になって、牟田口の言う「盧溝橋事件の責任」というのはあくまでも建前で、実際には、陸軍大学卒業での席次が悪く大将への昇進が困難と見られていたことから、功名心にはやっていたという非難を浴びることとなったが、牟田口は断じて違うと否定している。

#### インパール作戦

##### 作戦構想

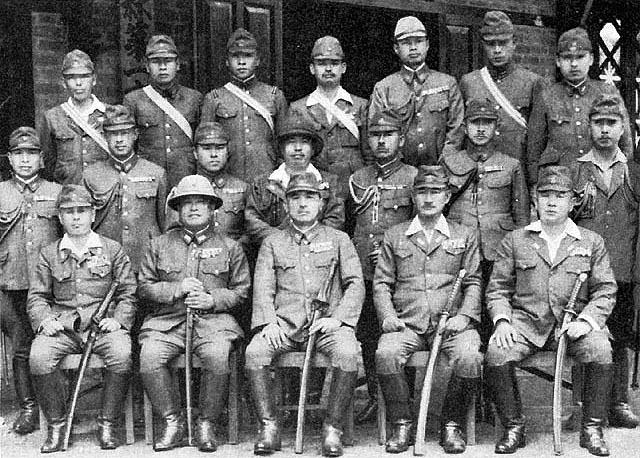
第15軍首脳及び幕僚の会同。左より右へ、第33師団長柳田元三中将、第18師団長田中新一中将、第15軍司令官牟田口、第55師団長松山祐三中将、第31師団長佐藤幸徳中将（1943年5月）

牟田口は1943年（昭和18年）3月に第15軍司令官に就任すると、インドに侵攻するという壮大な構想が実現可能と考えて、それを具体化するため、まずは防衛線をチンドウィン川西岸に進めるとする「武号作戦」を提唱した。しかし、牟田口の胸中にはインド侵攻という壮大な構想があって、あくまでもこの作戦はその前段階に過ぎなかった。強気な牟田口の作戦構想に対しては第15軍参謀からの反対意見が続出した。特に兵站の専門家であった第15軍参謀長小畑信良少将は補給の問題から強硬に反対したが、牟田口は参謀たちを集めると「戦局は全く行き詰っている。打開できるのはビルマ方面のみ」「この広大なジャングルでは防衛は成り立たない」「私は、攻勢に出てインパールを攻略し、できればアッサム州まで侵攻するつもり」と訓示し、のちに作戦に否定的な小畑を更迭した。
小畑を更迭した後は、更に牟田口は勢いを増して、「武号作戦」よりさらに踏み込んだ、北ビルマ防衛のため国境の要衝インパールを攻略し、可能であればアッサム州に進攻するという作戦構想を主張するようになった。この作戦構想は、ジャングルと2,000m級の山々が連なる山岳地帯を進撃することになるため、補給の問題から、上部軍である南方軍や緬甸方面軍の参謀たちは慎重論を唱えた。しかしながら、緬甸方面軍司令官の河辺は、懇意にしていた総理大臣兼陸軍大臣の東條から「日本の対ビルマ政策は、対インド政策の先駆に過ぎず、重点目標はインドにあることを銘記されたい」と緬甸方面軍の使命を聞かされており、さらには、太平洋方面で苦戦が続く状況を打開し、自分の求心力を高めようと考えていた東条が、それをインドで実現しようと考え、アッサム州に侵攻したのち、インドの独立運動家スバス・チャンドラ・ボースに独立政府を樹立させたいという具体的な意向を、河辺に示したとする意見もある。ビルマに着任して牟田口の壮大な構想を聞かされた河辺は、東條の方針に合致するものとして好意的に受け止め、作戦実現に向けて後押しをすることとなった。そのため、のちになって河辺は「インパール作戦を全面的に是認し、強力にこれを実行することを企画したのは緬甸方面軍である。したがって、牟田口中将の発意によるがごとき論断は適当ではない」と述べている。
このように、インドへの侵攻によって戦局の打開を期待する軍上層部の意向に後押しされる形で、次第に牟田口への反対意見は封じられていく。南方軍の総参謀副長稲田正純少将は作戦に対して慎重論を述べ続けていたが、10月15日に突然解任されると、その後任には参謀総長の杉山元元帥から、作戦の必要性を散々吹き込まれた綾部橘樹少将が任じられた。綾部は第15軍による兵棋演習で牟田口の決意を聞いて作戦開始を決めると、総司令官寺内寿一元帥の上申書を携えて大本営参謀本部に赴き「作戦全域の光明をここに求めての寺内元帥の発意であるから、まげて承認願いたい」と許可を求めた。作戦に反対した第一部長・真田穣一郎は参謀総長の杉山に別室に呼ばれ、「寺内さんの初めての要望だ。やらせてよいではないか」と指示されてここでも反対意見は封じられ、インパール作戦｢ウ号作戦｣は正式に決定された。
しかし、作戦が正式に決定されても、牟田口の構想と南方軍や緬甸方面軍といった上部組織の想定する作戦目的には大きな隔たりがあった。牟田口はインパール攻略はあくまでもインド侵攻の前段階と考えていたのに対して、大本営や南方軍といった上部組織は、｢ウ号作戦｣はあくまでもビルマ防衛のための限定的な作戦で、国境付近の軍事拠点インパールを占領してイギリス軍の反撃意図を挫くといった｢攻撃防御｣を想定しており、それ以上のインド領内への侵攻は想定していなかったが、このお互いの認識相違が作戦開始まで埋められることはなかった。大本営に認可された作戦計画では、「第31師団はコヒマ占領後、状況に依り一部をインパールに転進せしめ、インパール会戦に参加せしめる」とあり、第15軍の第31師団は、補給基地ディマプルからインパールを結ぶ幹線道路（インパール街道）を遮断するため、街道上にある重要拠点コヒマを攻略し、その後インパールの攻略に参戦することとなっていたが、牟田口は第31師団によるディマプルへの侵攻を画策し、ある作戦会議で第31師団参謀長加藤国治大佐と以下の様なやりとりをしている。
この会議の席には河辺や第31師団長に親補されていた佐藤も同席していたが、両名ともに何の発言もしなかった。河辺はあくまでも計画通りに作戦を進めようと考えていたが、ここでは敢て牟田口の気勢を削ぐことは避けたものと思われた。しかし、この作戦目的の不徹底さが騒動を巻き起こすこととなる。

##### スバス・チャンドラ・ボースとの出会い
この作戦にはスバス・チャンドラ・ボースのインド独立への信念が大きく影響していた。ボースは大東亜会議などの機会に総理大臣兼陸軍大臣となっていた東條や、緬甸方面軍司令官河辺ら政府や軍中枢の関係者に会って「私の名前には充分の重みがある。私がベンガル州に現れれば皆が反乱を起こす。ウェーヴェルの全軍（インド兵のこと）が私につく」などと、日本軍によるインド進攻の必要性やその実現性について熱弁していた。東條ら日本政府や軍中枢の要人はそんなボースの姿を見て、いつしかその人柄と革命家としての強い信念に好感を抱いて「インドの独立は是非とも彼れの手で成就させたい」と念願するようになっており、インパール作戦計画の承認を後押ししている。ボースはビルマに入ると牟田口と面談したが、牟田口も東條らと同様にボースに好感を抱いて、両者はたちまち意気投合したという。牟田口は「インパール攻略で手間はとらせません、すべて日本軍におまかせあれ」「日本軍は続いてディマプル、場合によってはブラマプトラ川まで突進します。インド国民軍はそのときの先鋒をどうぞ」などと、大本営や南方軍が認めていないインド奥深くまでの進攻を約束し、ボースも「ブラマプトラまで行けば問題ありません。あとは私がやります。インドは完全にひっくり返りますよ」と返している。そこで牟田口とボースは以下の2つの約束を交わした。
1. インパール占領後、警備は日本軍が行うが、軍政関係は一切インド国民軍に任せる
2. インパール入城のときは、牟田口とボースが車を並べて、威風堂々入城する。

ボースは長年の夢であった、革命軍（インド国民軍）を率いた祖国への凱旋が目前に迫ったと考えて異様なぐらいに力が入っており、このような壮大な申し出を行ったものであるが、牟田口とボースはこの他にも、仮政府は自ら発行する通貨を使うなどの夢物語のような約束を次々と交わしており、それを聞いていた参謀たちは「ボースを勇気づけるだけの外交辞令ならいいが、これが牟田口の本心であったら大事になる」と懸念していた。
このように牟田口にとってのインパール作戦は、「進攻作戦で敵の策源を覆滅し、インドの独立を促進し、英国の戦争離脱を図り、戦争全般に寄与する」というもので構想当初から一貫していたが、大本営などの上部組織はあくまでもビルマの「攻撃防御」のための限定した進攻作戦を想定しており、牟田口と大本営や緬甸方面軍などの上部組織は作戦協議を重ねてきたのにもかかわらず、もっとも根源的で初歩的な「作戦目的」を最後まで共有することすらできておらず、そしてこの問題の危険性を誰一人として指摘する者もいなかった。

##### ジンギスカン作戦
1944年1月、牟田口は読売新聞社、朝日新聞社、毎日新聞社、同盟通信社の報道班員を集めると「インパール作戦」について初の公式発表を行った。ここでも牟田口は「事変を起こした最初の1発をはなったおれが、戦争のとどめを刺す最後の一発を撃つのは、おれの重大責任だからのう」と盧溝橋事件を持ち出している。さらに牟田口は、壁にかかったインドの地図を指しながら怪気炎をあげた。
報道班員たちはいきなりデリーまでの進攻の構想を打ち明けられて驚き、牟田口が“インド進攻”の野望に酔っているように見えて、そのあまりの景気がいい話にどう相槌を打ってよいのか戸惑ったという。
この作戦の最大の問題点は補給であったが、牟田口もその点は認識しており、緬甸方面軍に自動車等の補給力増強を要請していた。しかし、その増強要請は緬甸方面軍から上部組織に上申される都度に削られていき、最終的に認可されたのは牟田口の要望の2割に満たなかった。しかし牟田口はこれで作戦を諦めることなく輸送力増強と食料確保策として、現地で牛や羊を調達し、荷物を運ばせた後に食糧としても利用するという、過去のモンゴル帝国の家畜運用に因んで「ジンギスカン作戦」を発案した。この「ジンギスカン作戦」については牟田口はかなりの自信を持っており、方々に触れ回っていたが、読売新聞社の報道班員飯塚正次には自信満々に以下の様に披瀝している。
牟田口は作戦の成否に対して、時折「神頼み」を期待するような話をするため報道班員の中には呆れる者もいたという。

##### ディマプル進攻命令
牟田口の強引な作戦計画でも、第15軍の各師団は敢闘してインパールに向かって猛進撃を行った。第14軍 司令官ウィリアム・スリム中将の方針は、これまで散々日本軍に敗北してきた反省から「日本軍が背後に強い兵站線を持っている場合、こちらは苦戦に陥る。これまで我々は散々酷い目にあってきたから、今回は逆をいってみよう」ということで、部隊をインパール平原まで後退させて、そこで第15軍と決戦するというものであった。しかし、第15軍の猛進撃を前にして、スリムの計画通りにはいかず、インパール作戦の牽制作戦となったハ号作戦（第二次アキャブ作戦）で西ビルマに4個師団が足止めされて、インパール方面への戦力集中が遅れた上、撤退が遅れた部隊が次々と包囲されて大損害を被り、東南アジア連合軍最高司令官ルイス・マウントバッテン中将は戦局の不利を嘆いて、「もはやインパール街道とディマプルとコヒマ間の鉄道の持久は望みうすとなった。」などと悲観的な報告をロンドンの参謀長委員会に打電したほどであり、牟田口は作戦当初の順調な推移にほくそ笑んでいる。
作戦開始から1か月弱の4月6日には第31師団の宮崎繁三郎少将率いる歩兵第58連隊を主力とする部隊が、要衝コヒマを占領してインパールの孤立化に成功し。このとき、牟田口は胸に秘めてきたインド領内への扉が開いたと考え、作戦計画にはなかったディマプルへの進撃を師団長の佐藤に命じた。命令は緬甸方面軍の河辺にも報告し、牟田口はこれまでの経緯から追認されるものと考えていたが、河辺はこれまでの曖昧な態度から一転し、この牟田口のディマプル進攻命令は作戦計画を逸脱するものだと断じ命令を撤回するよう命じた。
牟田口は河辺の消極的な姿勢に幻滅しながらも、本能的にディマプルは無防備であることを嗅ぎわけており、ディマプルの攻略は容易であることと、大量の物資の鹵獲も確実であるので補給の問題が解決できること、さらにディマプルを奪取すれば、イギリス軍のみならずビルマ戦線における連合軍全体の補給網をズタズタにして補給を逼迫させることができる、と状況分析していた。そこで牟田口は絶対の自信を持って、河辺に再度、佐藤をディマプルに進撃させる許可と、イギリス軍の空からの攻撃に対抗するため、南方軍へ航空戦力の増強を要求するように要請したが、河辺は南方軍司令官寺内寿一元帥に打診することもなく、すぐに拒否電を打電してきた。なおも牟田口は河辺に食い下がり「佐藤がたった1ヶ月ディマプルを抑えるだけで、インパールは熟れた果物のように手中にできる」と強弁したが、河辺は石のように固く、拒否の姿勢を変えそうにもなかったので、牟田口は河辺の消極性を呪いながらも、仕方なく佐藤にディマプル進撃命令取り消しを打電した。
しかし、この牟田口の状況分析は結果的に的を射ていた。ディマプルはベンガル・アッサム鉄道とコヒマ・インパールを結ぶ道路の結節点で、ビルマ戦線の連合軍補給拠点となっており、ディマプルの失陥はビルマ戦線全体の兵站に大きな影響を及ぼす懸念があった。しかしイギリス軍はコヒマに侵攻してくる日本軍の規模と時期を読み違えていたことによって、ディマプルにはまともな守備隊を置いていないという失態を犯していた。そのため、第31師団がコヒマに現れて以降、イギリス軍は第31師団がコヒマに固執せず、ディマプルに侵攻することをもっとも恐れていたが、日本軍の接近を知って、ディマプルでは避難しようとする難民が行列を作り、戦闘訓練もろくに受けてない後方部隊が「自分たちは戦うつもりでここにきたわけではない」と嘆きながら急ごしらえで塹壕を掘っているなど、とても戦える状況ではなかった。スリムは、情報収集の結果日本軍が侵攻してくると確信し、戦線の崩壊を防ぐため、慌てて機械化部隊を輸送機によってディマプルに移動させていた。
イギリス首相のウィンストン・チャーチルも、牟田口によるディマプルからの補給路を分断するという作戦については脅威であったと自伝で振り返っている。
そのため、イギリス軍は日本軍がコヒマで立ち止まってくれたことで、危機を回避することになり、戦後になってスリムは、インパール作戦中で最大のピンチを図らずも救ってくれたのは、佐藤の消極性によるものと考え、戦後にその回想記で、「サトウは最も（イギリス軍に）協力的な将軍だった」などと、インパール作戦を指揮した将官のなかでもっとも佐藤のことを酷評している。スリムは河辺が作戦計画に拘り、作戦指導が硬直していたことも痛烈に批判している。（詳細は#評価で後述）スリムの評価と同様に、この時点で多くのイギリス軍関係者が第31師団によってディマプルは攻略可能であったと判断していた。ウスターシャー連隊士官としてコヒマの戦いに従軍し、戦後に歴史家となり、イギリス軍の全面協力と、日本側からも防衛大学校と旧日本軍のビルマ戦関係者から協力を受けて、戦記「コヒマ」を執筆したBBCの戦記顧問アーサー・スウインソンも、その「コヒマ」で佐藤がコヒマで立ち止まったことについて下記の様に記述している。
そして、ディマプル侵攻を止めた河辺よりも牟田口の方が正しかったとしたうえで、スリムと同様に河辺の判断について「彼にとって成功、不成功というよりも、忠実に司令通りに戦いが進められることの方が大切だった」とその硬直性を指摘している。
のちに、牟田口を自己弁護活動させるきっかけともなる、インパール作戦当時の第4軍団の参謀アーサー・バーカー中佐（最終軍歴は大佐）も、「もし佐藤中将がコヒマに牽制部隊を残して、そのままディマプル方面に主力を進めれば、彼はモンタギュー・ストップフォード中将率いるイギリス軍第33軍団が防御しうる前に、アッサム州に進攻することができた」と述べて、河辺の命令撤回は「これは彼（河辺）の東京指令に対する単細胞的解釈のしからしめたもので、この指令書には『作戦区域をインパール付近および北東インドに限定』しディマプルはこれにふくまれていなかった」と河辺の硬直的な考えに基づくものであったと指摘している。
日本側の見解として、戦後に編纂された戦史叢書では、この後のコヒマ攻防戦の展開から見れば、例え第31師団が牟田口の命令通りディマプルに侵攻したとしても、その攻略は困難であったとしているが、作戦当時においては、コヒマを攻略した宮崎が鹵獲したイギリス軍の車輌から2台を佐藤の師団長車として準備し、ディマプルへの進撃命令を待っていたが、ついに佐藤からの命令は下されず、宮崎は｢佐藤師団長はなぜ動かなかったか｣との疑問を抱き、戦後にこの時を振り返って｢ディマプルへの進撃は、一部をコヒマに残置し、主力は山の斜面を通過すれば、容易に急追できる状態にあった｣とディマプルの攻略は十分可能であったと述べ、牟田口に対しても「本当に惜しいことをしましたな」と話していた。牟田口はバーカーから知らされたイギリス側の見解や、宮崎の意見を聞き、戦後暫く経ってから、自分の作戦は正しかったと主張するようになる。（詳細は#作戦正当化活動で後述）
4月11日には第15師団（祭）の第51連隊第3大隊が、インパール平原を一望のもとに見下ろすことができる高地まで到達し、インパール近郊の飛行場を発着する航空機や、街へ続く道路と朝日に黄金に輝く王宮の様な建物の屋根を確認するなど、ついにインパールの「指呼の間」に迫ったが、進撃はここまでで、大量の輸送機を活用した補給によって戦線を維持したイギリス軍に対して、第15軍の進撃は停滞した。各師団は牟田口の「3週間以内に攻略の目的を達成する」という作戦計画に基づき、わずか1か月弱分の食料しか持参しておらず、作戦が長期化することによって飢餓に苦しめられることとなった。肝心の「ジンギスカン作戦」も、もともとビルマの牛は低湿地を好み、長時間の歩行にも慣れておらず、牛が食べる草の用意もおぼつかないため足手まといにしかならなかった。羊は歩行速度が遅くて軍の進撃についてくることができず、牛も羊も作戦開始早々に放棄されて「ジンギスカン作戦」は失敗した。

##### 敗北
牟田口にとって想定外であったのは、インパール作戦を牟田口に決心させる要因の一つとなったウィンゲート率いるコマンド部隊チンディットが、作戦開始直前に第15軍の背後に大量のグライダーで空挺降下してきて、強固な円筒形陣地を構築し補給路を脅かしたことであった。第15軍はインパール作戦に加えて、フーコン河谷でアメリカ軍兵装の中国軍と戦っていた第18師団の作戦指揮も執っており、牟田口は同時に3つの難題を背負い込むこととなってしまった。牟田口はすぐにでもインパール方面に前進するつもりであったが、そのような状況で関心をインパール方面のみに向けることができず、メイミョーの司令部を動かすことはできなかった。
この状況は第33軍が新設され、チンディットやフーコン河谷の対応を引き継ぐまで続き、作戦開始から1か月半も経過した4月20日なってようやく第15軍司令部はインダンギーまで前進することができたが、その間の各師団への命令は、前線の状況をよく把握してない督戦ばかりとなり、各師団は「軍は戦線から400キロ以上も離れたメイミョーで、師団の実情がわかるか」と不満を募らせることとなった。インパール作戦におけるイギリス軍の公式報告書「日本軍に関する調査記録」においても、「第15軍は空挺部隊による進攻を阻止するために、必要処置をとらなければならなかったので、その司令部を前方に推進することができなかった。その結果、インパール作戦に参加していた各師団との連絡が不十分となり、各師団の気持ちが軍司令部から離れていくこととなった」と指摘されている。牟田口も「我が軍はチンディットに対処するため、第15師団の一部を割かざるを得なかった。そしてこの第15師団の1個連隊（歩兵第67連隊）がいたならば、コヒマにおける事態は我が軍に有利になったことだろう」と回想しており、ウィンゲートの跳梁がインパール作戦に大きな影響を及ぼしたことを認めている。
さらに5月に入ってビルマが雨季に入ると、飢餓に加えて兵士たちにマラリアなどの感染症が流行し、もはや前進は不可能となっていた。そのような状況下でも牟田口は各師団に戦況を全く無視した督戦命令を出し続けて、各師団長の牟田口への不信は頂点に達していった。牟田口は自分に反抗的だったり、自分の期待通りの進撃ができなかった、第33師団 師団長の柳田元三中将と、第15師団師団長山内正文中将を独善的な判断で作戦途中にもかかわらず次々に更迭したが、戦況は悪化する一方であった。既に牟田口自身も4月末にはインパール作戦の失敗を認識しており、その上官である河辺も同様であったが、両人が6月5日に面談したときには、牟田口は作戦中止が口まで出かかっていたのにもかかわらず「どうしても言葉に出すことができなかった。私はただ私の顔色によって察してもらいたかったのである」などと結局言い出すことができず、河辺も牟田口が何か訴えたそうなことを認識していながら、露骨にそれを聞くことはしなかった。
牟田口や河辺が作戦中止を決断できずにいる間も、戦局は悪化の一方を辿っており、ついには第31師団師団長の佐藤幸徳中将が、補給の途絶を理由として牟田口の命令なく独断で撤退を開始した。牟田口は激怒しつつも、第31師団撤退による完全な戦線崩壊を避けるため、牟田口自身が盧溝橋事件の際に河辺に配慮してもらったように、「このさい佐藤を救う意味で」との理由付けで第31師団に撤退の追認と、今後は命令に従うよう佐藤に命令したが、既に牟田口に対する不信感が頂点に達していた佐藤はそれを黙殺して無断撤退をつづけた。佐藤は陸軍士官学校では3期先輩であった牟田口を「こんな無茶苦茶な戦争をやったのは始めてだ。わしを軍法会議にかけるなら、かけてみろ」と何度となく口汚く罵倒し、牟田口と感情的なやり取りを続けたのち、先の2師団長と同様に牟田口によって更迭されたが、日本軍史上で作戦途中に全師団長が更迭されたのは前代未聞の事件であった。第31師団が撤退したことにより、これまで封鎖してきたインパールとコヒマを結ぶ幹線道路がイギリス軍によって打通され、インパールの孤立は解消された。さすがの牟田口も敗北を認識して作戦中止を緬甸方面軍に上申、7月1日には参謀総長も兼任していた東條が昭和天皇にインパール作戦中止を上奏し、インパール作戦は中止された。各師団の兵士は飢餓や疫病に苦しみながら、険しい山道を撤退することとなり、夥しい数の死者を出したので、第15軍が撤退した道は「白骨街道」と呼ばれることとなった。

#### 軍司令官更迭
インパール作戦中止の時期には、牟田口の壮大な構想に戦局挽回の淡い期待を抱いて支援を続けていた東條も、サイパン島失陥の責任を取って、総理大臣、陸軍大臣、参謀総長のすべての職を辞することとなった。退陣しても東條に対する陸軍内の反発は大きく、陸軍中央を占めていた東條派閥の粛清人事が行われ、東條の信頼が厚かった 軍事参議官兼陸軍兵器行政本部長木村兵太郎を外地に出すため、インパール作戦の責任者の河辺を更迭しその後任とすることにした。東條の期待を背負っていた牟田口も必然的に解任されることとなり、8月30日、牟田口と河辺はそろって軍司令官を解任されて、東京へ呼び戻され。牟田口は参謀本部附となった。
10月11日には前第32軍司令官の渡辺正夫とともに昭和天皇に拝謁。牟田口よりインパール作戦に関する軍状を奏上した。12月に予備役編入されたが、翌1945年（昭和20年）1月に召集され、応召の予備役中将として陸軍予科士官学校長に補された。この人事に対しては、陸軍内部からの異論もあり、緬甸方面軍参謀でかつて陸軍予科士官学校で牟田口に学んだこともある後は、この知らせを聞くと我が耳を疑うほど驚き、アラカン山中に万骨を枯らした将軍が将校生徒の教育に当たるとは、国軍人事も地に落ちたものだと呆れている。
二度目の陸軍予科士官学校長となった牟田口は、生徒に対して「人生は、金や名声じゃない。自分の使命を果たすことだ」という教育方針を掲げた。その精神は校長着任時の全生徒に対する訓示でも語られて、教官や生徒たちから共感を得ている。
部下たちに厳しく接した軍司令官時代とはうってかわって、生徒たちに対しては「今も昔も純真そのもの」と目を細めて温かく接した。日本陸軍将校の金科玉条であった「切磋琢磨」という名目の競争に否定的となり、生徒に「切磋琢磨をみだりに口にするな。もしそれを口にするなら、相手に対する心からなる友情をもってせよ」と互いを思いやるようにとの指導を行っていたという。
牟田口は陸軍予科士官学校長のままで1945年8月15日に終戦の日を迎えることとなったが、当日牟田口は生徒の代表を学校本部に集めると、畳が敷かれていた部屋で膝を交えて話をしている。その場で牟田口は、病人のように生気のない表情で「私が悪かった。私の不徳だ」とうわ言のように呟いていたという。その後、陸軍予科士官学校は閉校となり、牟田口は生徒の復員を最後まで見送ったが、学校閉鎖式のあとの昼食会で「今後は教育が最も重要になる。教育を誤ると大変なことになる。日本を救うのは日本人であり、その教育である」と新しい日本には教育が一番大切になると生徒に説いた。その表情は終戦の日の病人のような表情とは全く異なって快活だったので、生徒の一人は終戦の日に見せた牟田口の表情こそが、インパール作戦に対する赤裸々な心情を吐露した唯一の機会であったのではと振り返っている。

### 戦後

#### 戦犯対象として逮捕

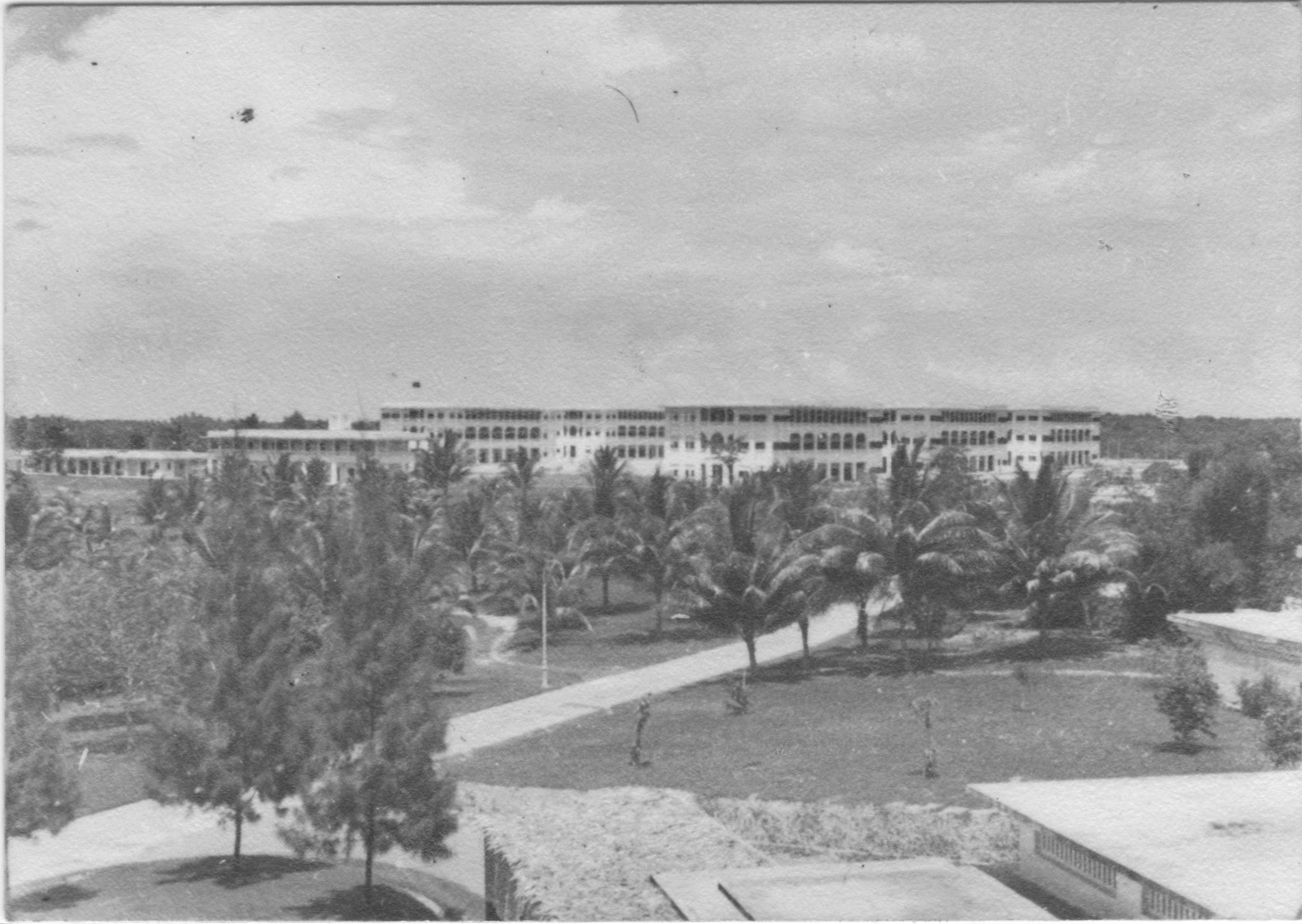
戦後に牟田口が収監されたシンガポールチャンギ刑務所

戦後まもなくの1945年12月2日、牟田口はGHQによる第三次戦犯指名の対象者となり逮捕され巣鴨プリズンに収監された。牟田口は自分が逮捕されたのは盧溝橋事件の罪に問われたからと考えており、この機会に徹底的に調べてもらえると勇んで巣鴨プリズンに収監されたが、いつまで経っても盧溝橋について尋問されることはなかった。業を煮やした牟田口は担当の法務将校に、盧溝橋事件は中国側の挑発により交戦が開始されたことなどを説明し、ジョセフ・キーナン主席検察官に対して自分を法廷に立たせるよう依頼してほしいと申し出た。牟田口の願いに対して法務将校は「ご希望にそいたい」と約束したが、結局その機会は訪れることはなかった。
牟田口は、A級戦犯としては一切審理を受けることはなく、1946年（昭和21年）10月にシンガポールに開廷されたイギリス軍によるBC級戦犯訴追の軍事裁判容疑者としてシンガポールに護送されることとなった。岩国の飛行場から数日かけてシンガポールに到着したが、シンガポール華僑粛清事件などで死刑判決を受けることとなる河村参郎中将と道中は一緒であった。牟田口と河村は、終戦までは日本軍がシンガポールの戦いで得た多数の捕虜を収容していたチャンギ刑務所に収監された。そのときの様子を1947年8月28日のデイリー・テレグラフ紙に報じられているが、牟田口は上半身裸で、囚人番号の書いてあるひざ丈までのだぶだぶのショートパンツを履き裸足姿の写真を撮影され、「かつて『マラヤの征服者』として知られていた日本の中将牟田口廉也氏(左)は現在、シンガポールのチャンギ刑務所の囚人です。写真は先週の朝のパレードで彼が刑務所長のトム・ヒール少佐に敬礼しているところです。廉也氏は、現在戦争犯罪で裁判にかけられている多くの日本の高官の一人です」と紹介されている。牟田口と河村は同じ牢獄に入っており、毎日碁をさすなどして退屈をまぎらわせていた。牟田口らと同じチャンギ刑務所B棟にはほかにも、近衛師団長の西村琢磨中将、第2野戦憲兵隊長大石正幸大佐、F機関の藤原岩市中佐も収監されていた。
第18師団が第25軍命令によってジョホール州で治安粛清として虐殺を行ったのは確実で、緬甸方面軍参謀として牟田口とも関係が深かった藤原岩市少佐は、第18師団の将校からジョホールバルでの虐殺の状況を聞き、その将校は未だに心が痛むと藤原に漏らしていたという。牟田口自身も虐殺の事実を把握していた。東京日日新聞のカメラマン安保久武が、第18師団が駐屯していたジョホールバルを取材のために訪れたときには、市中で大量の虐殺された遺体を目撃しており、その後に師団司令部で牟田口とも面談したが、牟田口は虐殺の事実を把握している様子であったという（詳細は#第18師団長時代で後述）。上述の通り、アレクサンドラ病院事件についても認識していた可能性が高かった。
シンガポールやマレーでの日本軍による戦争犯罪の捜査は、日本居住歴がある知日派の東南アジア最高司令部情報支隊戦争犯罪調査局Eグループシリル・ワイルド少佐が中心になって行われたが、アレクサンドラ病院事件で殺害されたイギリス軍陸軍大尉アラダイスは、シリルが日本に在住していたときの友人であり、戦争犯罪としての訴追に意欲を見せていた。シリルは終戦直後の1945年10月には、マニラ大虐殺などの罪を問われてアメリカ軍に逮捕されていた山下奉文大将をマニラまで行って尋問し、アレクサンドラ病院事件についても話を聞いている。そこで山下は、自分は事件のことは全く知らないということと、その地域を担当していたのは第18師団であり、師団長の牟田口を尋問すべきと話している。
シリルは1946年9月に東京裁判に検察側証人として出廷し、日本軍の戦争犯罪の内容について証言したが、その中にはアレクサンドラ病院事件も含まれていた。シリルは山下への尋問ののち、牟田口に対する尋問メモを作成し、山下がアレクサンドラ病院事件の残虐行為を批判し、牟田口への尋問を誘導したことを伝えて幻滅させ、その上で戦争犯罪裁判にかけると牟田口を威嚇することで証言を引き出すという作戦を練るなど、牟田口への尋問に意欲を見せていたが、尋問が実現する前の1946年9月25日に飛行機事故で死亡し、中心のシリルを失ったこの後のシンガポールの戦犯裁判は杜撰なものとなっていった。
シリル死後の12月7日に牟田口は尋問されているが、その際にはアレクサンドラ病院事件のことは一切聞かれることはなく、同室の河村は牟田口が安堵した様子であったと遺稿「十三階段を上る」に記述している。しかし、元防衛大学校准教授の軍事研究家・戦史家関口高史が、牟田口の遺品からイギリス軍の軍事裁判所に提出した書状を発見しているが、その書面によれば、牟田口はウオッソン少佐からアレクサンドラ病院事件について尋問を受けており、その際にウオッソン少佐からは、「虐殺事件があった翌日に牟田口が病院を訪れて患者に謝罪した」「牟田口は自分が天皇陛下の直接の代表だと称していた」「虐殺事件の詳細を承知していた」などイギリス軍側の証言を突きつけられたが、それに対して牟田口はその書状で「自分は日本イギリス両軍の戦傷者を見舞うために病院に行ったに過ぎない」として事件の関与を否定し、イギリス軍側も虐殺の事実も牟田口の関与も証明することはできず、訴追することができなかった。
治安粛清による虐殺も、シンガポールの虐殺事件に比べて、マレーでは訴追された事件自体が限られた。第18師団が治安粛清を担当したジョホール州でも多数の虐殺事件が報告されていたが、第18師団は当時の参謀2人がイギリス軍の追及を受けながら起訴はされず、牟田口は追及すらされなかった。師団長や参謀といった師団中枢が罪に問われなかったのは、担当地域でより大規模な虐殺事件が行われた第5師団も同様で、ネグリセンビラン州では第5師団隷下の歩兵第11連隊によって虐殺が行われたが、戦後に裁かれて死刑となったのは連隊長の渡辺綱彦大佐と実際に実行した中隊長と小隊長だけであった。当時の師団長松井太久郎中将は、終戦時に上海で中国軍に降伏して拘留されていたので、イギリス側から中国当局に虐殺行為に関係があるとしてシンガポールに移送するように要請されたが、理由は不明ながら松井は逮捕されることも、追及を受けることもなくそのまま復員している。一連の虐殺事件を計画し主導した第25軍参謀の辻政信も、GHQ参謀第2部による政治的な圧力もあって訴追を免れている。

#### 隠遁生活
牟田口は戦争犯罪人として訴追されることもなく、チャンギ刑務所ではイギリス軍の求めに応じて、インパール作戦におけるイギリス軍の戦史編纂に協力するなどしていたが、1948年（昭和22年）3月には釈放されて児島正範憲兵少将と一緒に船便で帰国した。もしシリルが存命であったら、アレクサンドラ病院事件で厳罰に処された可能性が高かったという指摘もある。帰国後は東京都調布市で余生を過ごしていたが、軍司令官として敗北したことを全く面目ないと強く責任を感じ、「敗軍の将は兵を語らず」といかなる批判に対してもこれを受け入れて、一切弁解しないと心に決めた。そのため、自ら積極的に公式の場に出ることは遠慮し続けながら生活していた。
それでも、マスコミの取材を受けることもあり、1955年（昭和30年）の雑誌「文藝春秋」にシンガポールでのブキッ・ティマ高地の戦記を執筆しているが、文藝春秋の取材に対して、ビルマの戦いについては語りたくないと述べている。1961年（昭和36年）の雑誌「画報戦記」の取材では、「特に印象に残っているのはどんな作戦でしょうか」と記者に質問されたのに対し、牟田口は「それは何と言っても盧溝橋事件とシンガポール攻略ですね」と敢えてビルマでの戦いは避けており、その後も一切ビルマについて語ることはなかった。さらにその取材では当時社会問題となっていた三井三池争議の話題にもなり、争議の中心地が、自分がかつて率いた第18師団の編成地の久留米市の近郊であったことから、「あの三池争議にもきっと私の部下たちが・・・」と心配している。
牟田口は、ビルマ戦関係者によって組織された「ビルマ英霊顕彰会」（会長は元第15軍参謀橋本）が、毎年靖国神社で開催していたビルマ方面戦没者合同慰霊祭に参加し続けて戦死者の慰霊に努めていたが、自宅には戦死者の遺族が押しかけてくることもあり、取材のために牟田口の自宅を訪れようとした歴史学者の秦郁彦が駅前の交番で警察官に道筋を聞くと「怨みごとを言いに来る人が結構いる」と教えられたという。そして、戦死者の遺族が訪ねてくると頭を畳にこすりつけて土下座で謝罪をしていた。「死んだ倅を返してくれ」や「頭を剃って坊主になれ」という辛辣な手紙も数多く郵送され、同じ元軍人からも「腹を切れ」と自決教唆までされていた。そのため、旧軍人の集まりでも孤立しがちであり、昭和40年代にスバス・チャンドラ・ボースの慰霊祭が蓮光寺で開催された際、河辺をはじめとするビルマ戦線の旧将官や参謀たちが談笑する中で、一人離れて天を見上げ物思いにふけっている様子が見られたという。
このような生き方について牟田口は、1956年（昭和31年）には、下記のように述べている。
戦時中に激しく対立していた元第31師団長佐藤からも批判され続けており、牟田口は佐藤存命中は反論も行うこともなかった。1958年（昭和33年）2月に佐藤が病死したときには牟田口は告別式にも参列し、佐藤の家族に土下座して「私が悪かった、すまないことをした」と詫びている。
牟田口は常に苦悩しており、その想いを吐露したこともあった。
精神的な苦悩によって身体的にも変調をきたしており、ビルマ従軍関係者が集って年1回開催されていたビルマ会という会合において、牟田口は途中で激しい痙攣におそわれ中座したことがあったが、医者の診察で「長年月にわたる精神的苦悩が原因」と診断されている。そのような隠遁生活を戦後17年続けていたが、1962年（昭和37年）に牟田口の生活を一変させる出来事が起こる。

#### 作戦正当化活動

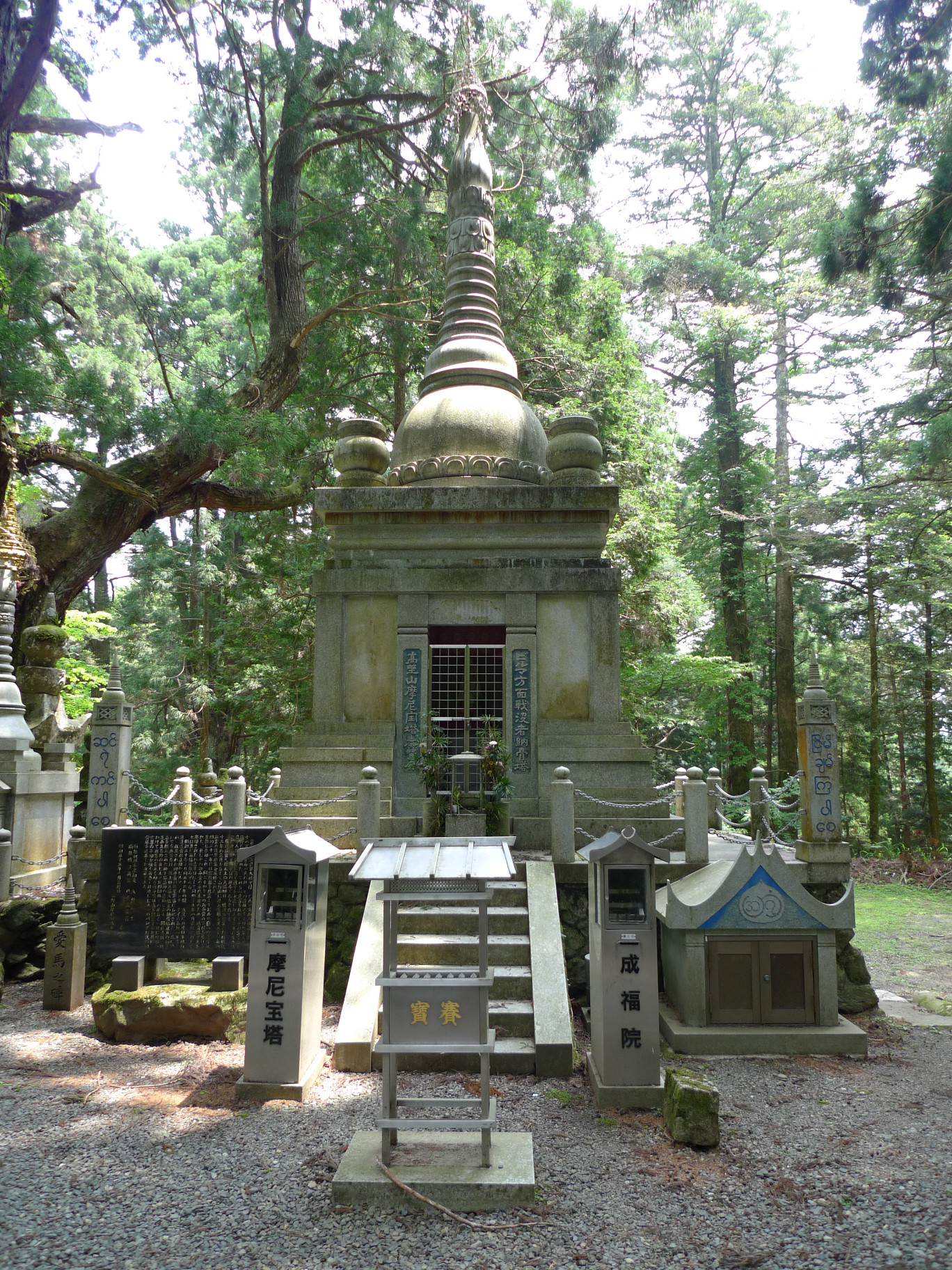
高野山奥の院に建立されたビルマ方面戦没英霊納骨塔パゴダ

牟田口は隠遁生活を続けながら内心では「インパール作戦が、戦略として妥当なものであったかどうか、また、作戦そのものが、本当に無謀であったのかどうか」「私は私自身によって、もう一度それを確かめたかった。それを確認しなければ、私は死ねない。地獄すらもいけない」という思いを抱き続けていた。そんな牟田口の元に、1962年（昭和37年）になって、インパール作戦当時の第4軍団の参謀アーサー・バーカー中佐（最終軍歴は大佐）から手紙が送られてきた。バーカーはわざわざイギリス大使館を通じて牟田口の住所を調査して手紙を送ってきたが、バーカーはビルマ作戦時に参謀として作戦に従軍していたこともあって「デリーへの進軍」というビルマ戦記を出版するため、牟田口に取材を要請してきたものであった。バーカーの手紙には、既述の通り、ディマプルの攻略とその後のアッサム州への侵攻が可能であったことと、「貴殿（牟田口）の優秀な統率のもとに、日本軍のインド攻略作戦は90％成功しました」との賞賛のことばと、作戦に対するいくつかの質問も書かれていた。バーカーはつぶさにイギリス軍司令部内を観察してきたことから、ビルマ作戦時のイギリス軍の作戦指揮ぶりに対し冷静というよりは寧ろ批判的であり、インパール作戦の前哨戦ともなった第二次アキャブ作戦に対しても、当時、イギリス軍司令部が大勝利と驚喜していたことを思い返し「イギリス軍5個師団と豊富な航空勢力が一丸となって、日本軍のたった1個師団の侵入を阻止したに過ぎなかった上に死傷者はイギリス軍の方が多かった」と辛らつな評価をしていた。
戦後長らく、誰からも耳を傾けられなかった敗軍の将牟田口は、予想もしなかったかつての敵からの高評価によって、不調であった体調も回復して、バーカーと7度にわたって手紙をやり取りした。当初は「佐藤中将が故人となった今日、彼を責めるのは情においてしのびない」と遠慮していたが、牟田口の後任の第18師団長であった田中新一から「お気持ちはわかりますが、真相を伝える戦史を誤ることは徳義に反するから、事実を枉げることなく真相をありのまま書かれた方がよろしいと思います」と説得されて、自分の作戦の正当性を訴えるようになった。
牟田口から返信をもらったバーカーも、当時コヒマやディマプルの防衛を指揮していた第33軍団司令官モンタギュー・ストップフォードを含む、インパール作戦に従軍したイギリス軍指揮官たちと長時間に渡って議論を重ねた結果として、牟田口のディマプル進撃命令を撤退させた河辺を｢融通のきかない人物であった｣と評し、その旨を再度返信し牟田口の自信を深めさせている。
戦後長い間「無謀な神がかりの将軍」などと呼ばれ「あれで牟田口はよく生きておられる」と罵られてきた牟田口は、今までの鬱憤を晴らすかのように、積極的にこの主張を行うようになった（#主要著述物も参照）。戦友会や防衛大学校にも出向いて、自分の正当性を主張し、『丸』1964年12月1日号での作家山岡荘八との対談では、「せっかくコヒマをとってディマプルに行けということを命令していたのにもかかわらず、河辺さんがとめた。撤回を命じた。その撤回を命じた時期は本当に唯一の勝機だったのです」と河辺と佐藤を批判している。後年には作家高木俊朗のビルマ戦線のノンフィクション小説を出版し（いわゆる「インパール5部作」、詳細は#晩年で後述）、徹底的に牟田口を批判するようになる雑誌出版社文藝春秋の、雑誌「文藝春秋」1963年9月号の紙面においても牟田口は、「佐藤幸徳中将に対して、直ちに退却する敵に尾してディマプルに突進すべしと命令した」が「この命令はk（河辺）方面軍司令官によって抹消さしめられたのである。このことは私が今なお残念に思われてならないところである」「ディマプルへの進撃は、わが第15軍に課せられた作戦任務を超越するものであり、k（河辺）方面軍司令官が私の企図を承認せられなかったのもやむを得なかったものとあきらめて」しかし「残念ながら勝敗の因は一に懸かってここにあったと思う」と主張している。元駐ドイツ特命全権大使大島浩に紹介された作家の相良俊輔に対し、牟田口は土下座までして「相良さん!おたのみします。この牟田口を男にしてくださらんか」と自分の主張を広めてもらうよう懇願したこともあった。
国立国会図書館はオーラル・ヒストリーの一環として盧溝橋事件についての証言の録音を牟田口に求め、1963年（昭和38年）4月23日と1965年（昭和40年）2月18日にその録音が実施されたときには、牟田口は、2回目の録音で国立図書館が求めた主題とは異なるインパール作戦の回想についても語り、このとき語った内容やバーカーとの往復書簡をまとめた『一九四四年ウ号作戦に関する国会図書館における説明資料』という資料を自ら作成し、マスコミ関係者や旧軍関係者に配布している。その小冊子でのインパール作戦失敗の牟田口による分析は以下の通りである。
1. 南方軍の介入によって作戦戦力であった第15師団のビルマ到着が遅れ、作戦開始までに師団全戦力が揃わなかった[注 8]。
2. 補給が困難な当作戦においては、食料や弾薬などは“敵の糧によること”が絶対必要であり、放胆な作戦指導が必要である。放胆な作戦指導は危険を伴うが、第31師団の宮崎はそれに成功していた。
3. 独創的な戦法をとる当作戦では、戦闘指揮官の統率力が必要であり、確固たる戦歴を有する指揮官を選抜すべきであった。第33師団も実戦経験に乏しい柳田でなく、初めから柳田の後任であった満州事変の猛将田中信男中将[220]を師団長とするべきだった。第31師団も佐藤ではなく宮崎が師団長であったなら、師団長の軍紀紊乱もなかったはずである。
4. 最高統率者の緬甸軍司令官には優柔不断な河辺ではなく、万人が認める確固たる信念を持つ人物とすべきであった。司令官には自ら大本営に乗り込んででも増援を実現させるような意気込みが欲しかったが、河辺は盧溝橋でも本作戦でも統率の弱さが認められた。
5. イギリス軍は側面からの危険の感じ方が過敏であるという軍隊としての弱点を有していた。我々はその弱点を頭に入れて実戦に役立てなければならなかった。

批判された河辺は、戦後相当期間経過してもインパールでの失策を悔やむ牟田口を見て「まだそんなことで悩んでいるのか」と呆れたうえで、インパールでの敗戦の責任は二つあったと指摘し、その中の一つが、あんな頽勢を知りながら中途で作戦を止めなかったことであり、その点については牟田口より自分を責めてもらってもいいと述べている。告別式のさいに牟田口に土下座で謝罪された佐藤の家族は、その後に牟田口が佐藤を批判するような主張を始めたので、「死人に口なし」と歯がゆい思いをしたという。一方で、インパール作戦で最後まで敢闘した、第31師団第31歩兵団の団長宮崎繁三郎少将は、自分に小兵力だけ残して独断撤退した佐藤に批判的であったので、戦後になっても牟田口とは親交を続け、宮崎もコヒマ占領後にディマプルへの侵攻を佐藤から命じられなかったこと長らく疑問に感じており、牟田口のディマプル進撃命令は正しかったと話し、牟田口の作戦正当化を裏付けした。
牟田口の作戦正当化主張は、牟田口を快く思わない者たちからは自己弁護ととられて激しく批判されることとなった。しかし、牟田口の想いは自己弁護ではなく「戦争をしたものは常にその敵側の問題を正しく評価するべきである。戦史を書くに当たって『丘の反対側』について冷静な配慮が絶対に必要である」といった、あくまでも作戦を客観的に評価するべきというものであったが、これを当事者の牟田口がやろうとしたことで、自らは反省していないと誤解され、立ち振る舞いの不器用さも仇となって、自己弁護しているとの激しい批判を招くこととなった。
作戦正当化に勤しむ牟田口であったが、インパール作戦の記憶を辿ると涙することも多かった。既述の雑誌『丸』1964年12月1日号における作家山岡との対談では、話題がインパール作戦に及ぶと、牟田口の両目から突然に大粒の涙がふりそそいだ。それまでとは一変した牟田口の様子を見て、山岡と雑誌『丸』編集長高城肇と似顔絵を描いていた清水崑は仰天して牟田口の身を案じたが、しばらく泣くと落ち着いて対談を再開した。高城は多くの旧日本軍の提督や将官たちと対談してきたが、このときの牟田口の様子が最も強く印象に残ったという。後日に高城はこの時の話を、親しかった「大空のサムライ」こと坂井三郎に披露したが、坂井は自分自身の経験を思い返して「中断されていた記憶が、対談の席に着いたとたん、一時に蘇ったのでしょう」とこたえている。高城はこの牟田口の落涙を、作戦で戦死した兵士たちへの痛惜の想いと、非難囂囂の半生を振り返ってのものであったと類推し、記事名を「鬼将軍の涙」としている。

#### 晩年

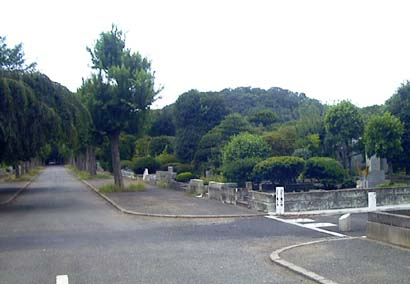
牟田口が眠る多磨霊園

1965年（昭和40年）に脳溢血を発症し、一命はとりとめたが右半身に麻痺が残り、生活に不自由をきたしていたが、翌1966年（昭和41年）8月2日、気管支喘息・胆嚢症・心筋梗塞治療中に脳出血を併発して死去した。77歳没。死ぬ間際、意識が朦朧とする中、牟田口は床の中で敬礼の姿勢を取り続けていたという。
牟田口自身は「戦後から今日まで、私には心から語り合える友がいなかった。私はいつも孤独だった」と話していた。
8月4日に調布市の自宅で行われた葬儀への参列者は数百人に上った。弔辞は陸軍士官学校同期の猿谷吉太郎中将が読んだ。
墓所は多磨霊園にある。没後しばらくの間は多くの弔問があったという。
熱心に行っていた作戦正当化活動についても、死去の1か月前に相良が牟田口と再会した時には、深い憂愁を感じさせるようになっており、以下のように話している。
戦時中に陸軍予科士官学校で、校長の牟田口から直接指導を受けた経験を有する思想の科学社元社長で評論家の大野力は、このときの牟田口の想いについて、「既に死期が迫っていることを認識して、功名心も使命感も潮が引くように消さっており、あとには死なせた部下への悔恨の情だけが残った」「ここに至って牟田口はようやく、硬い“こわばり”から解放されて、常人の感情に戻ったのではないか」と推察している。
晩年の作戦正当化活動については批判も多く、高木俊朗（作家）は、戦時中に陸軍映画報道班員としてビルマを取材したこともあって、陸軍指導部の無謀さを告発する目的で、“ノンフィクション小説”『イムパール』を皮切りとしたいわゆる“インパール5部作”を執筆し、多くの牟田口に関する批判的な証言や事実を記述したが、その小説内でも、牟田口の自己弁護については厳しく批判されている。しかし後年、その批判の中にある「葬儀では、牟田口の遺言によって『一九四四年ウ号作戦に関する国会図書館における説明資料』の別刷りが参列者に配布された」という点について、戦史家の関口が葬儀出席者や遺族に確認をした際、配布された事実が確認できなかったという調査もある。高木の牟田口に対する記述はあくまでもノンフィクション小説内の描写に過ぎないとして、その信憑性については議論がある。（高木俊朗の著書についての詳細は、#作家高木俊朗による評価を参照）
牟田口の教え子で元緬甸方面軍参謀の後は、戦後に靖国神社でのビルマ戦没者慰霊祭で牟田口と再会したとき、「後君、イギリス軍の将校たちがわしのとった作戦をほめてくれたんだよ。わしのやった作戦は間違いじゃなかったんだよ」と握った手をいつまでも離さず熱弁されたのを思い返して「牟田口さんの一徹ぶりを見ていると、なんだか哀れにも、気の毒にも思えてきた」と同情を見せている。後は後日に牟田口宅に招待されて、バーカーとの往復書簡も見ているが「この英軍参謀の手紙こそ、四面楚歌の批難のもと、敗軍の老将の苦悩の心中に、わずかにともされた一灯であった」とも述べている。
インパール作戦に報道班員として従軍して、旧知の牟田口から実際に『一九四四年ウ号作戦に関する国会図書館における説明資料』を「わしの気持ちだ。ぜひ読んでくれ」と手交された経験もある読売新聞の記者も「失意のどん底にあった老将軍が、日頃の鬱積した恨みをこの小冊子にぶちまけたとしても、何も目くじらを立てて非難するには当たらないだろう」と同情を見せている。ただし、自己弁護そのものについては、所詮は史実が判ったのちの後付けの主張であって「歴史にIF（もしも）はない」とも指摘している。

## 軍歴
- 佐賀県立佐賀中学校、熊本地方幼年学校、中央幼年学校を経て、1910年（明治43年）5月28日[239]、陸軍士官学校卒業（22期）。歩兵科の恩賜5名には入らず[239]。
- 1910年（明治43年）12月、陸軍歩兵少尉。歩兵第13連隊（熊本）附。
- 1913年（大正2年）12月、陸軍歩兵中尉。
- 1917年（大正6年）11月27日、陸軍大学校卒業（29期）。席次は25位（総数57名）[240]。
- 1918年（大正7年）7月、参謀本部附（船舶班[240]）。
- 1920年（大正9年）4月、陸軍歩兵大尉。参謀本部部員。
- 1926年（大正15年）3月、陸軍歩兵少佐。近衛歩兵第4連隊附。
- 1926年（大正15年）8月、近衛歩兵第4連隊大隊長。
- 1927年（昭和2年）5月、陸軍省軍務局課員（軍務課）。
- 1929年（昭和4年）2-8月、フランス出張。
- 1929年（昭和4年）8月、参謀本部部員。
- 1930年（昭和5年）8月、陸軍歩兵中佐。
- 1933年（昭和8年）12月20日 参謀本部総務部庶務課長。
- 1934年（昭和9年）3月、陸軍歩兵大佐。
- 1936年（昭和11年）
  - 3月27日、北平駐屯歩兵隊長。
  - 5月30日、支那駐屯歩兵第1連隊長。
- 1938年（昭和13年）
  - 3月1日、陸軍少将。関東軍司令部附。
  - 7月15日、第4軍参謀長。
- 1939年（昭和14年）12月1日、陸軍予科士官学校長。
- 1940年（昭和15年）8月1日、陸軍中将。
- 1941年（昭和16年）4月10日、第18師団長に親補される。
- 1943年（昭和18年）3月18日、第15軍司令官に親補される。
- 1944年（昭和19年）
  - 8月30日、参謀本部附。
  - 12月、予備役。
- 1945年（昭和20年）
  - 1月12日、召集。陸軍予科士官学校長。
  - 8月29日、免本職。
  - 9月、召集解除。
  - 12月、GHQによる第三次戦犯指名で逮捕。
- 1946年（昭和21年）9月、シンガポールに移送され裁判。
- 1948年（昭和23年）3月、釈放。
- 1966年（昭和41年）8月2日、没。

## 証言、人物評等
- 実父の福地信敬（裁判官）、養父の牟田口衛常とも佐賀藩県士族（旧・鍋島藩士）であったが、同藩は幕末期において最も近代化された藩であった。佐賀藩藩主鍋島家は、第一生命保険創始者の柳沢保恵や、その息子で太平洋海上火災創始者の柳沢保承を輩出していた。当時の当主は、学習院出身の佐賀百六銀行頭取鍋島直縄の息子の鍋島直紹であった[注釈 1]。

### 尉官・佐官時代
- 近衛歩兵第4連隊第1大隊長時に牟田口一家は東京の原宿に居住していたが、隣家に居住していたのが作曲家團伊玖磨であった。牟田口は近衛連隊本部まで軍用馬で出勤していたが、団はその軍用馬に毎朝ニンジンを与えるのが日課だった。その軍用馬に、ピカピカとした軍装に身を包んだ牟田口が跨がって颯爽と当庁していく姿に幼少期の団は見とれて、強く印象に残ったという。その後、戦時中に牟田口の活躍談を新聞などで見るたびに、その記事を繰り返し読んでいた[241][242]。
- 支那駐屯歩兵第1連隊長時の住居は北京の日本大使館構内にあって、対面には大使館付陸軍武官補佐官の今井武夫少佐の住居があった[243]。牟田口と今井は共に盧溝橋事件の解決に尽力することになる。牟田口は戦後になって元新聞記者の中国研究家波多野乾一[注 12]の著作「支那事変前夜の群像」を読んで、盧溝橋事件が中国共産党に仕組まれていたという見解を知って驚いている[244]。それから牟田口は、盧溝橋事件は当時のソビエト連邦が中国共産党に指示して拡大したものであり、結果的に太平洋戦争もソビエト連邦から唆されて始まったようなもので、その真相はアメリカもイギリスも知らないはずという考えを持つようになった[245]。
- 北京で南満洲鉄道が経営していた高級料亭「扶桑館」には政財界の大物や高級軍人が数多く訪れたが、女将や女子社員たちが比較の証言を残している。「寺内閣下からは、ちょっと肩を叩いてくれと言われることがあった」「本間閣下は気難しく、万事に手早くやらないと機嫌が悪くなった」「阿南閣下も大変礼儀正しかったが、ちょっと冷たい感じだった」牟田口に対しては「（肩をもんであげると）牟田口閣下はいつまでもいいと言わないので疲れたものだ」と否定的に評価している。もっとも女性の中で人気があったのは、当時支那駐屯混成旅団長であった山下奉文少将であり、「（肩もみについて）山下閣下は自分からは全くそういうことは言わなかった」「山下閣下はなんともいえず温かみのあるお方だった」「ご立派でございました」と評している。山下の心遣いは「扶桑館」の下働きの女子社員にまで及んでおり、恋愛の相談まで受けていたほどであった[246]。
- 牟田口は士官学校で4期上の山下と親しくしており、その様子を牟田口は「どうしたものか、（山下は）私と気が合う」と述べている。山下も牟田口を可愛がって、会うとちょっかいを出してくることもあり、ある日、笹塚駅で会ったときには、山下は反対側のプラットホームに立っていたのにも関わらず、大声で線路を隔てた牟田口に対して冷やかしの言葉を投げかけている[247]。
- 北京の住居では、日本内地から腐葉土と円筒形の植木鉢を取り寄せて菊の栽培を行った。菊は立派な大輪の花を咲かせたので、支那駐屯混成旅団長として、共に中国に左遷されていた山下にそのことを話したが、山下は「お前なんかに菊が作れるか」と全く信じようとしなかった。しかし、牟田口宅を訪ねた山下は、牟田口が育てた菊の立派さに驚くと同時に欲しくなり、一旦は牟田口を馬鹿にした手前、お願いすることができなかったので、泥棒が入ったと使用人をごまかすと、そのまま黙って菊を持って行ってしまった。牟田口は事実を知っても山下を許して、残った菊を北京に駐在していた各国領事や武官たちに進呈して喜ばれている。後に牟田口はこのことを振り返って「山下奉文さんは、とぼけた人でしてね」と笑顔で話している[6]。

### 第18師団長時代
- 第18師団長時代、師団の池田後方主任参謀は牟田口について「中将は後方が無理解で、無理難題を幾度も押し付けられて泣かされたことがある」と述懐したことがある。その評価を聞いた第33軍参謀野口省己少佐は「牟田口さんは師団長としてはよいかも知れないが、軍司令官としては失格だ。現代戦の要件である後方が全然わかっていない」と評している[248]。
- シンガポール攻略戦では常に最前線で陣頭指揮を執っていた。要衝ブキッ・ティマ高地の攻略では、あまりに牟田口が帯同していた歩兵第114連隊が先行しすぎることを危惧した師団参謀長の武田が｢閣下、軍旗があるのです。無理はできません。危険です｣と牟田口を諭し、参謀長専断により第114連隊の前進を止めて後退させたが、牟田口は諦めきれず最前線に止まったため、牟田口の近くには武田と少数の兵しか残らなかったという。残っていた１人の下士官から｢行きましょう｣と促された牟田口は、最後まで一緒に残った武田の誠意を感じて武田の進言通り一旦は後退している。翌朝早くに牟田口は整列している第114連隊の兵士を前にして簡単な訓示を行なったが、歴戦の第114連隊の兵士たちは昭和12年以来の長い戦闘経験のなかでも、作戦中に師団長直々から激励されるのは初めての経験でもあり士気が盛り上がった[249]。
- ビルマに転戦し、イギリス軍をビルマから追い出した後、上層部の立案したインド侵攻計画「二十一号作戦」に対しては「無謀である」と反対しているが、後に大本営や南方軍に逆らったことを反省している。このことについて、戦史研究家の土門周平は、上司に命じられたことにはただ従えば良いとする発想は、師団長にはふさわしくない下級将校の論理だと非難している[113]。
- 戦後に第18師団の元将兵との面接や部隊史の調査をした大田嘉弘によれば、第18師団長時代の部下の間ではインパール作戦時の前線将兵の証言と異なって、温情ある将軍で郷土の英雄として誇る見方が大多数であるという[250]。
- 牟田口の方も第18師団を激賞しており、戦後の取材においては「第18師団の勇敢な積極的行為は北九州人の気質によるもので、さらに家族に対する廉恥心の強い結果である」「家族からの手紙や遺族訪問での言動では、心から子弟に卑怯な行為がなかったかを憂いておられた」「卑怯な者が家郷には受容れられない尚武忠勇の郷土精神の賜物であったと確信する」と褒め称えている[65]。
- 東京日日新聞のカメラマン安保久武は、陥落後のシンガポールに取材のため訪れたが、そのときはシンガポールやマレー半島での華僑粛清事件の真っ最中で、大量の虐殺された華僑の遺体を見ることとなった。特に、あちこちにあったさらし首を目にして、このような前時代的な行為を平気で容認する日本軍の首脳に疑問を感じていた。その後、安保はジョホールバルで牟田口と面談したが、牟田口は虐殺を正当化するような主張をした後「戦争は芸術の極致である」というようなことを話して、日本軍の姿勢に疑問を抱いていた安保はさらにショックを受けている[188]。

### 第15軍司令官時代
- 第15軍司令官着任当初の牟田口は自己に厳しく節制した生活をしており、第15軍情報参謀藤原岩市少佐は「司令官は毎朝、必ず幕僚を誘って乗馬されたが、2頭の馬が汗びっしょりになるまで熱中され、生活も極めて厳格だった」と回想している。そのような生活態度であったため、隷下の師団長や幕僚に小太りしている者が多い中、牟田口の身体は引き締まり、常に精気にあふれていたという。しかし、自己に対して厳しかった分、他人に対しても厳しさを求める性向となり、非妥協的かつ偏執的な牟田口の性格を形作っていたという指摘もある[251]。
- 牟田口の人心掌握術として、真剣な場面で場を和ませようと冗談を言うことがあった。「武号作戦」の作戦協議で作戦に反対していた第15軍参謀長の小畑に対し、作戦協議の後で同じ第15軍の参謀であった橋本を呼ぶと「軍司令官が出ようというのに、参謀長が反対するから、小畑を怒ったのだ」「わしが帰るというとき“泊まってちょうだい”と肩を叩いて甘えるのはオナゴだけじゃないか」などと作戦に反対する小畑を女性に例えた冗談を言い、第18師団のときから仕えていて牟田口を熟知していた橋本は苦笑いしている[121]。作戦開始前の各師団長を集めた作戦会議の場でも、第15師団の高級軍医に対して「おい、お前、ちゃんと立ってるか」と冗談を言い、医療の状況などの本来必要な話は一切しなかった。牟田口のことをあまり知らない高級軍医は戸惑って、師団に帰ると「牟田口中将というのは、どうにかしているんじゃないか」「ことによると脳軟化症じゃないか」と真面目に心配している[252]。
- 第15軍の主力であった第33師団は、作戦開始早々にイギリス軍第17インド軽師団（英語版）の包囲殲滅に失敗した上、大損害を被って師団長の柳田元三中将は牟田口の信頼を失っていた。柳田は作戦に当初から反対していたこともあり、これ以降、度々牟田口に作戦中止を進言するようになって疎まれるようになった[253]。牟田口はあからさまに柳田を無視して、命令は柳田ではなく自分に従順であった参謀長の田中鐵次郎大佐に行うなど徒に師団司令部内の対立を煽って[172]、柳田は師団司令部で孤立するようになった[254]。その後、牟田口と柳田が直接話したのは、牟田口が電話で「大本営の命令で、君は下がって方面軍に行ってもらいたい」と師団長更迭を言い渡したときとなった[255]。
- 第15師団長山内正文の戦闘詳報に「撃つに弾なく今や豪雨と泥濘の中に傷病と飢餓の為に戦闘力を失うに至れり。第一線部隊をして、此れに立ち至らしめたるものは実に軍と牟田口の無能の為なり」と名が挙げられている。しかし山内は軍の統率を重視し、牟田口への不満を表に出すことはなく無理な命令にも従おうとしていたが、持病の結核が悪化して作戦指揮にも支障をきたすようになり、牟田口から師団長を更迭されている[256]。その後山内は終戦前にビルマで病死したが、最後まで牟田口に対する不満を表に出すことはなく、「すべて私が至らなかったからで申し訳ない」と話していたという[257]。
- 作家火野葦平は、従軍作家としてインパール作戦に同行し、現地の惨憺たる状況を記録に残しているが[258][259]、牟田口とも面談している。火野の牟田口に対する第一印象は「身体は大きくない人、頭は禿げあがり、ものやわらかい顔であるが、眼が鳶のように鋭い。猛将といわれる人であるが、一見すると好々爺のよう」「話好きの模様で、所信を率直明快に語られる。身振り手振りで、賑やかに話をされ、屈託なく声をあげて笑い、すこぶる元気で話はつきない」「さすがに話には芯があって、独特の人格が思われる」と当時の日記に記している[260]。ここで牟田口は火野に宗教論を熱く語っており、コレラ予防のためネズミを駆除せよと命じても、ビルマの仏教僧が五戒の不殺生戒によって反対してくるので、牟田口自ら青年僧を集めて教育していると語っている。そこで牟田口は自ら講師となって宗教と国家について講義をしているが、あるときには「薬を飲むのは細菌という生物を殺すためで、ネズミを駆除するのも同じこと」とわかりやすい例えにして青年僧を指導している。牟田口は、ビルマで盛んだった小乗仏教から日本風の大乗仏教[261]に転換させないといけないという使命感を持っているとも語っている[63]。
- インパール作戦が敗色濃厚となり第15軍情報参謀の藤原に「陛下へのお詫びに自決したい」と相談した（もとより慰留を期待してのこととされる）。これに対し藤原参謀は「昔から死ぬ、死ぬといった人に死んだためしがありません。 司令官から私は切腹するからと相談を持ちかけられたら、幕僚としての責任上、 一応形式的にも止めないわけには参りません、司令官としての責任を、真実感じておられるなら、黙って腹を切って下さい。誰も邪魔したり止めたり致しません。心置きなく腹を切って下さい。今回の作戦（失敗）はそれだけの価値があります」と苦言を呈され、あてが外れた牟田口は悄然としたが自決することなく[262]、余生をまっとうした。
- 1944年8月頃、第31師団歩兵第58連隊の生き残りである内山一郎・高野（戦後上村に改姓）喜代治の両上等兵は部隊の集結点とされたシッタン周辺にいた。そこに前線視察に出てきた牟田口と第15軍参謀長久野村桃代少将と他参謀の一団が鉄舟に乗って近づいてきた。牟田口は内山らの目前で同行していた少佐を「軍法会議ものだ。恥を知れ恥を」と罵ったうえ、兵隊達が年次の低い兵にするように小突いていたという[263]。第31師団の兵士たちは、多くが病気や飢えで座り込んでいたが、これまでの第15軍の仕打ちに憎しみを抱いており、その司令官たる牟田口に対して、敬礼はおろか立ち上がることもせずささやかな抵抗を試みようとした。しかし、一人の将校が立ち上がり官姓名を名乗って「これより閣下のお供をさせていただきます」と言ったとたん、牟田口はその将校に対し、「お伴とは何だ!貴様は病気を口実に後に下がった!自分の部下をどうしたのか。病気は何だ!」と部下を置いてきたことを叱責した。その将校は「負傷とマラリアと下痢であります」と答えると「そんなものは病気じゃない。貴様のような大隊長が居るから負けるんだ。この大馬鹿者」と手持ちの杖でその少佐を何度も叩いた。内山らはその光景を見て、「敗北の原因と責任は、軍司令官たる者がとるべきであり、大隊長にそれを転嫁するとは何事だろう」と思い、牟田口のことを梟将と評している[264]。その後も内山らは「てめえらにシンから敬礼する気持ちのある兵隊なんざあ、一日中駆けずり回ったところで、一人でも居るかってんだ！」と腹をくくって敬礼もしなかったが、「負傷が悪化してもう立つこともできない」「自分たちにできることは手榴弾を抱くこと（自決すること）だけだ」と実際は負傷していなかったのに口から出まかせを言うと、さすがに牟田口らも態度が軟化してそのまま立ち去ったという[265]。
- 作戦中止となってからの牟田口は撤退を急ぎ、第15軍各師団がチンドウィン川に向かって撤退している状況で、軍司令官の指揮が必要であったのにもかかわらず、チンドゥイン川畔のシュエジン村にあった第15軍の戦闘指揮所から、マンダレー北部70㎞のシュウェボにあった緬甸方面軍の兵站司令部へ「補給準備を整えるため」という理由で転進すると言い出した。参謀長の久野村もさすがに難色を示し「閣下、チンドウィン川畔でご処置いただきたいと思います。補給問題で必要なら、私が参ります」と諫めたが、牟田口が聞き入れることはなく、副官1人だけを連れて出発してしまった。牟田口はこれまでの補給の失敗を繰り返さないように万全を期したとも考えられるが、部下はそうは取らず失望が広がった。牟田口はこのことに対して「逃げ出したなどとんでもない、愚か者と言われることはなお忍びうる。しかし、卑怯者と思われては悲憤の涙なきを得ない」と強調したが、上官の河辺はこのことを知って不快感を示し、部下たちは無責任と断じている[266]。
- 軍司令官解任前の牟田口は、すっかりと無口になっており、毎日の習慣は付近の川に出かけて魚釣りをして、釣れた魚を撤退していく兵士に与えることであったという[267]。性格も往時の血気盛んさは影を潜め、朝日新聞の報道班員丸山静雄と一緒になったときには、皮膚病で苦しんでいた丸山を労わって声をかけて、第18師団長時代に現地の土侯から贈られたという宝刀を「記念にさしあげましょう」といって贈呈している[268]。

### その後
- 陸軍予科士官学校校長時代に評論家の大野力が牟田口から直接指導を受けている。大野が匍匐前進の訓練をしていると、牟田口から「こらっ!そんなことでは殺されてしまうぞ!!」と指導され、訓練が終わったのち「技術拙劣なるも、士気極めて旺盛なるをもって、よしとする」との牟田口直々の講評を受けて大野はほっとしている。この際に前述の「相手に対する心からなる友情をもってせよ」という指導を受け、この言葉は少年時代の大野の心に深く刻みこまれたという[269]。
- 牟田口は陸軍予科士官学校の生徒からは慕われていた。それを象徴するエピソードとして、戦後20年以上経った1966年に、昨年に大病を患って体調不良の東京医科大学病院に牟田口が入院していると、回診時間でもないのに牟田口の病室に4人の白衣姿の医師が入ってきた。牟田口と妻女が驚いていると、医師らは口々に牟田口に対し「閣下」「校長閣下」と語りかけてきた。そこで牟田口は不自由な身体でどうにかベッドで半身を起こすと、医師のうちの1人が「（陸軍予科士官学校）60期で当院の医者です」と直立不動で告げたため、牟田口は喜びのあまり涙を流した。その後、牟田口は4人の医者と30分以上に渡ってインパール作戦の話などをしたが、その間4人の医師は直立不動の姿勢を全く崩すことはなかったという。牟田口の容体はかなり悪く、ときに激しく咳き込んだため、最後は妻女が「お父様、先生方はお忙しいのですから、お話はまたに機会にされたら」と話しを切り上げさせた。それから程なくして牟田口は病死している[193]。
- 牟田口は達筆だったので、よく揮毫を頼まれたが、その際は中庸の「その位に処して行う」を書いた[6]。シンガポール日本人墓地公園内に現存する、1942年（昭和17年）4月に戦死者を弔うため建立された「従軍南洋会員戦死者之墓」の墓碑銘の揮毫も牟田口によるものである[270]。
- 2023年に遺族が収蔵していた牟田口の遺品のなかから軍刀が発見され、遺族の意向で自衛隊に寄贈された[271]。

### 評価

#### 作家高木俊朗による評価
- 作家高木俊朗は牟田口批判の急先鋒で、終戦4年後の1949年（昭和24年）にインパール作戦のノンフィクション小説「イムパール」を執筆して牟田口を批判し[272]、その後もビルマ作戦のノンフィクション小説を4作執筆して、激しく牟田口を批判し続けたが[273]。そのなかの一作となる『全滅』の文庫版の後書きでは、タンネンベルクの戦いで敗北したロシア帝国陸軍アレクサンドル・サムソノフ騎兵大将が拳銃自決したことを例に出し、牟田口に対して「牟田口軍司令官の学ぶべきことがあった」などと激烈に糾弾していた[274]。しかし、高木の批判のなかには、前線で将兵が飢えている頃にも牟田口や第15軍司令部参謀らは、毎晩の酒食と芸者との女遊びのために後方のメイミョーからなかなか移動せず、前線からの再三の督促でようやく司令部を前進させたなどというものもあるが[275]、第15軍司令部がメイミョーから前進できなかったのは、インパール作戦開始直前に、イギリス軍の空挺部隊チンディットが第15軍後方に空挺降下してきたことと、フーコン河谷でアメリカ軍兵装の中国軍と戦っていた第18師団の作戦指揮もあって、同時に3つの難題を背負い込む形となり、この対応のためメイミョーに留まらざるを得なくなったからであったなど事実誤認も多い[169][276][168]。
- 高木の小説による記述においては、上記の通り、牟田口ら緬甸方面軍司令部が腐敗し、前線で将兵が辛苦を舐めている頃に、後方で酒食に溺れていたというものがあるが、牟田口らの豪遊の事実については裏付の史料が確認できず、牟田口に対して感情的であった高木による、牟田口のことを貶めるための記述ではないかという指摘もある[277]。このように高木による牟田口批判は文書史料では確認できないことも多いが、海軍史研究家の戸髙一成と小説家の大木毅は著書の座談で「あの人（高木）でなければ書けない迫力がある」「当時、高木が聞きこんできたことを信じる以外にない」と述べており[278]、高木の小説の記述がファクトチェックもされずに、軍事研究家や作家等に引用されている状況にある。高木自身も、牟田口ら第15軍司令部が、シュウェボで酒色にふけっていたとの記述についての出典は、牟田口らを激しく批判していた佐藤の証言のみと認めており、｢事実かどうかは確かめていない、事実そのものは重要ではなく、そうした空気であったことを伝えるため｣として、佐藤の回想をファクトチェックもせずにそのまま記述したと述べているなど、その真実性については不明である[279][280]
- 既述の通り、牟田口の葬式における描写においても、受付の係の前には『一九四四年ウ号作戦に関する国会図書館における説明資料』が高く積み上げられていたとか、会葬者が珍しげにページをめくっていたとか、死後にまでパンフレットを配布したのは「人間の妄執であった」とか[236]、高木による事実と異なる小説的なフィクションの描写も見られる[227][281]。高木の作品は、戦記ノンフィクションの先駆的な作品で傑作であるという評価もあるが[272]、戦時中に高木と同じ日本映画社で報道班員をしていた浅井達三は、高木が自分で取材していないことを、あたかも自分で取材してきたように書くのを見ており、高木の著作物を「眉唾物」と批判している[282]。同盟通信社の海軍報道班員として、神風特別攻撃隊を取材した小野田政も、高木が文芸春秋1975年6月号の記事で、小野田が関行男大尉との初対面時にピストルを突きつけられたなどと、全く身に覚えのないことを書かれたことがあり、高木は小説家だったと述べている[283]。他にも、牟田口について研究し著作「牟田口廉也とインパール作戦：日本陸軍「無責任の総和」を問う」を執筆した関口高史（軍事研究家・戦史家）も「高木の著書は小説である」旨を指摘している[227][237]。

#### 日本国内
- 作家の山岡荘八は、戦前から佐藤と親しかったことから、佐藤の牟田口批判を全面的に信じて、高木と同様に牟田口に批判的であり、戦後の1949年（昭和24年）には面会を申し込んできた佐藤と会って、自作の作戦地図を前に牟田口への怒りを爆発させた佐藤の主張を一方的に採用した戦記小説「アラカン山脈の鬼」[247]を雑誌『文芸大衆』に発表している[284]。その後、山岡の師匠であった長谷川伸が主宰している小説研究会新鷹会に、長谷川の誘いで牟田口が訪れた際にも、山岡は「暴将」と決めつけて話を聞こうともしなかった。そんな弟子の様子を見ていた長谷川は「君も頑固だな」「（牟田口は）純情な人らしいと思わないか」と牟田口を擁護してきたが、山岡は師匠の言葉も黙殺している。しかし、このときの師匠に対する不遜な態度をその後ずっと気にしており、長谷川と佐藤没後には、自分の牟田口に対する一方的の思い込みを悔やんで、インパール作戦について詳しく調査し、これまでの誤解が氷解して、牟田口と佐藤両者それぞれの立場の苦しさを理解している[285]。雑誌『丸』1964年12月1日号では牟田口と対談し「インパールについては私も最初のころの見方と今では全く違う」と述べ、イギリス軍側に牟田口の猛将ぶりを高く評価する声があることに対し「となりのたくわんは美味い」式で、牟田口はイギリス側から「非常に日本式な特長を持った怖い武将」と羨望されているのではないかと指摘している[286]。
- 半藤一利は、兵站や部隊機械化を軽視する日本軍の風潮の極北の存在としてインパール作戦の失敗は牟田口の一連の作戦指導に責任があるという立場から、愚将と見做している[287]。
- 第28軍参謀長であった岩畔豪雄は、インパール作戦直前の会議で、ある師団参謀が「我軍の37ｍｍ戦車砲では敵戦車を貫通できないがどうしたらいいか」という質問をしたのに対して、牟田口が「その時はその砲弾を抱きかかえて敵の戦車に突入しなさい」と答えたというエピソードを例に出して、「牟田口という人は日本陸軍の代表的な意見を言うような人で精神一点張りだった」と評している[288]。
- コヒマの戦いやその後の撤退戦でも敢闘した「不敗の名将」こと第31師団歩兵団長宮崎繁三郎中将は[289]、インパール作戦中に「軍司令官は（第31師団）佐藤師団長のいわれるように、血も涙もない人ではない。やはり情もある将軍だよ」と部下に話していたように牟田口に好意的であった[290]。それは、戦後になってからも変わらず、牟田口と宮崎は親交を続けた。バーカーからの手紙を見た宮崎は｢我々の至誠が天に通じた｣として牟田口と共に喜び合っている[291]。
- インパール作戦当時は参謀本部第三部長、牟田口の予備役編入後の1945年（昭和20年）2月に陸軍省人事局長となり、陸軍消滅まで同職にあった額田坦中将は、下記のように牟田口に同情的な見解を述べている[292]。

1. 参謀本部第三部長であった額田はインパール作戦の経過を注視しており、コヒマ進出を聞き狂喜していた。コヒマという要衝を占拠しながら、まさか佐藤幸徳師団長が独断退却に決するとは夢想だにしなかった。牟田口軍司令官の無念のほどは察するに余りある。
2. 戦後、当方面の英軍参謀中佐は牟田口中将に書面を寄越し「何故もう一押ししなかったのか？ 当時英軍は危機に瀕していた」と書き、特にコヒマ進出を称えていた由。
3. 多くの書類に、本作戦の強行は、「牟田口軍司令官の熱意に押しまくられた」と書かれているが、牟田口軍司令官の企図が無謀ならば、河辺正三方面軍司令官はなぜこれを抑えなかったか。さらに総軍は如何。総軍は、1944年（昭和19年）1月には綾部橘樹参謀副長を上京させて、本作戦の遂行を具申している。そして、大本営はついにこれを承認した。
4. 牟田口中将の帰還、予備役編入は一応やむなしとするも、もし本作戦が最初から無謀で決行すべきでなかったとすれば、インパール作戦開始前に転職せしめるべきではなかったか。作戦開始後、頽勢挽回の出来ない1944年（昭和19年）8月ともなれば、そのまま現職を遂行させて、牟田口中将にビルマで死処を与えるべきではあるまいか。これが「葉隠れ武士[注 13]」に対する礼であったように考える。
5. インパール作戦後、牟田口中将が予備役に追われたのに対し、河辺中将が現役に留まって1945年（昭和20年）3月に大将に親任され、同年4月に航空総軍総司令官に栄進したのには割り切れない感を持つ。

#### 海外
- 海外の評価は、牟田口単独よりはインパール作戦を指揮したビルマの日本軍上層部全体に対する批評が多い。イギリス軍では、第14軍司令官ウィリアム・スリム中将が回想録『Defeat into Victory 』で、日本軍のビルマ作戦を下記のように批判している[158]。このスリムの評価は「日本軍指導者の根本的な欠陥は､道徳的勇気の欠如であった。自分たちが間違いを犯したことを認める勇気がないのである」などと意訳され、牟田口への批判であったように引用されることが多いが[293]、これは当初の作戦計画に拘り、ディマプルの危機（日本側からは好機）で、牟田口が命じた進撃命令を打ち消した河辺や佐藤を念頭に置いた評価であった[158]

- 軍事史研究者のジョン・フェリスは、東南アジアで激突した日本とイギリス軍の戦いは、第二次世界大戦中でも最も一方的な戦闘となり、大戦初期のマレー作戦とシンガポールの戦いは、日本軍の訓練度の高さによって日本軍の一方的勝利に終わり、大戦後期のビルマの戦いは、ビルマの日本軍の将軍の無能さとイギリス軍の物量によりイギリス軍の圧勝に終わったと述べている。結局、東南アジアで日本とイギリスはほぼ同等の損失を被ったが、シンガポールの日本軍の勝利も、ビルマのイギリス軍の勝利もいずれも過大評価はできず、ただアジアのイギリスの凋落を速めたに過ぎなかったと総括しているが[295][注 15]、奇しくも牟田口は、この両方の戦いの作戦指揮を執ったことになる。
- 牟田口個人への評価としては、コヒマの戦いにイギリス軍士官として従軍した経験を持つイギリスの戦史家でBBC戦記顧問のアーサー・スウィンソンが、「彼（牟田口）は職業軍人の中でも稀に見る男で、真実戦闘を好み、それがどんなに血腥いものであっても、怖れることなく、意気軒昂として乱戦に飛び込んで行く性格であった」「彼の勇猛の声は比べるものがなかった」「彼は知的であろうなどと考えてもみず、物事を白か黒かに判断した」「彼は本能で動き、しかも恐るべき速さで動いた」「彼には粗い動物的な魅力があった」などと評している[298]。
- ウィンゲート旅団（en）参謀長のデリク・タラク（Derek Tulloch）少将は著書で、牟田口の作戦指導についてはイギリス側からジョセフ・スティルウェルやクレア・リー・シェンノートと同様に、不当に低く評価されているとしたうえで、タラク自身による見解として、インパール作戦以外の主要戦闘では勝利を収めており、最後のインパール作戦でもワーテルローの戦いの様に際どい戦いを、ナポレオン・ボナパルトが相手にした敵より遥かに優勢な敵を相手にして、善戦したと高く評価している[299]。牟田口はサムライの行動規範を強烈に信奉しており、断固たる決意と勇気を持って攻撃することに拘り、そのためには恐るべき危険を冒す覚悟があるといった、同様の行動規範を持つ日本軍の軍人のなかでも、もっとも古く、誰よりも熱烈で厳格であったとも評している[300]。牟田口を高く評価していたタラクは、バーカーとの往復書簡による日本国内一部での牟田口に対する再評価の動きを知って、嬉しく思うと述べ[299]、自ら牟田口と接触し「貴方の伝記を書きたいから略歴を教えて欲しい」という依頼までしているが、牟田口もタラクに対して「やはり軍人同士だと、昨日は敵味方でも、普通の友人以上に親しくなる」と述べている[286]。

## 家族・親族
- 妻・牟田口敏子（1895年6月[301] - 没年不明）
東京、士族、末永允二女、東京府立第三高等女学校（現・東京都立駒場高等学校）出身。敏子は、戦後に激しい批判を受け続けていた牟田口を見放すことはなく、牟田口が健康を害して身体が不自由になった後も献身的に面倒を見続けた。晩年に始めた牟田口の自己弁護活動に対しても、積極的に関わることはしなかったが、牟田口が自分の主張を聞いてもらうため、自宅に招いた作家の相良俊輔に対しても、丁寧な態度で接するなど見守る態度に徹している[202]。その献身的な姿勢は牟田口の死の直前まで変わらず、既述のように牟田口の教え子の医師たちが見舞いにきたときには、咳き込む牟田口を休まずに背中をさするなどし、後日には丁寧な見舞いのお礼状を医師全員に送っており、医師は敏子のことを「実につつましい気品のある方だった」と感銘を受けている[193]。

- 長男・牟田口衛邦（1917年11月[301] - 1997年没[302]）
東京帝国大学法学部を卒業して住友本社に入社した[13][303]。のちに住友ベークライト株式会社の取締役（1970年時点）を務めた[304]。

- 次男・牟田口元堂（1921年12月[301] - 没年不明）
早稲田大学理工学部出身。

## 栄典
- 1928年（昭和3年）12月28日 - 旭日小綬章[305]
- 1934年（昭和9年）2月7日 - 勲三等瑞宝章[306]
- 1939年（昭和14年）10月26日 - 勲二等瑞宝章[307]
- 1942年（昭和17年）12月9日 - 勲一等瑞宝章[308]

## 主要著述物
- 『一九四四年ウ号作戦に関する国会図書館における説明資料』32頁 1964年4月23日付
イギリス軍元参謀バーカーとの往復書簡などをまとめた国会図書館のオーラル・ヒストリー聴き取りのために準備した説明資料。B6版で32頁の小冊子で、マスコミ関係者や旧軍関係者に配布した[217][309]。
- 『インパール作戦』NHK 1965年7月16日放送
証言者として出演し、佐藤幸徳を批判した。

### 関連書籍
小説
- 山岡荘八 『小説 太平洋戦争』 講談社、1965-1971年。
- 高木俊朗 『インパール』 文藝春秋〈文春文庫〉、1975年。
- 同上 『抗命―インパール 2』 同上、1976年。
  - （ハードカバー版）高木俊朗『抗命 インパール作戦 烈師団長発狂す』1966年。doi:10.11501/1673249。
- 同上 『全滅―インパール 3』 文藝春秋〈文春文庫〉、1987年。
- 同上 『憤死―インパール 4』 同上、1988年。
- 同上 『戦死―インパール牽制作戦』 同上、1984年。

漫画
- 三田紀房  『アルキメデスの大戦』 週刊ヤングマガジン連載、講談社　2015年。
- 能條純一　原作半藤一利　脚本永福一成　監修志波秀宇  『昭和天皇物語』 ビッグコミックオリジナル連載、小学館　2017年。